# Екатеринбургский театр оперы и балета
Екатеринбу́ргский госуда́рственный академи́ческий теа́тр о́перы и бале́та (также Ура́л О́пера Бале́т) — стационарный театр оперы и балета в Екатеринбурге, основанный в 1912 году. Здание построено по проекту инженера В. Н. Семёнова. Именно здесь 8 ноября (26 октября) 1917 года на экстренном заседании Екатеринбургского Совета рабочих и солдатских депутатов было объявлено об установлении советской власти в городе и на Урале.
23 ноября 1962 года театр был награждён орденом Трудового Красного Знамени, с 19 сентября 1966 года — носит звание академического.
Театр дважды удостаивался Государственной премии СССР: в 1946 году (тогда — Сталинская премия) за постановку оперы «Отелло» Дж. Верди, первым из периферийных театров (лауреаты: дирижёр А. Э. Маргулян, режиссёр Е. А. Брилль, хормейстер А. В. Преображенский, певцы Н. Киселевская, А. Азрикан), и в 1987 году — за сценическое рождение оперы В. Кобекина «Пророк». Свердловская опера — один из первых оперных театров СССР, решившихся на постановку итальянской оперы на языке оригинала («Сила судьбы» Дж. Верди, 22 февраля 1979 года, дирижёр Е. Колобов, режиссёр С. Штейн, художник И. Севостьянов).
Екатеринбургский театр оперы и балета 26 раз получал награды на фестивале «Золотая маска», в том числе четыре раза — главную «Золотую маску» за лучший оперный или балетный спектакль.

## История

### Дореволюционная история театра
В 1870-х годах представители местной интеллигенции организовали Екатеринбургский музыкальный кружок (официальный статус — с 1881 года). Оперная труппа впервые появилась в Екатеринбурге в сезоне 1879—1880 годов: её привёз антрепренёр Пётр Медведев. В дальнейшем оперные антрепризы выступали здесь не раз, а с 1907 года стали ежегодными.
В 1902 году Екатеринбургской думой был объявлен всероссийский конкурс на лучший проект театрального здания, специально предназначенного для оперных спектаклей.

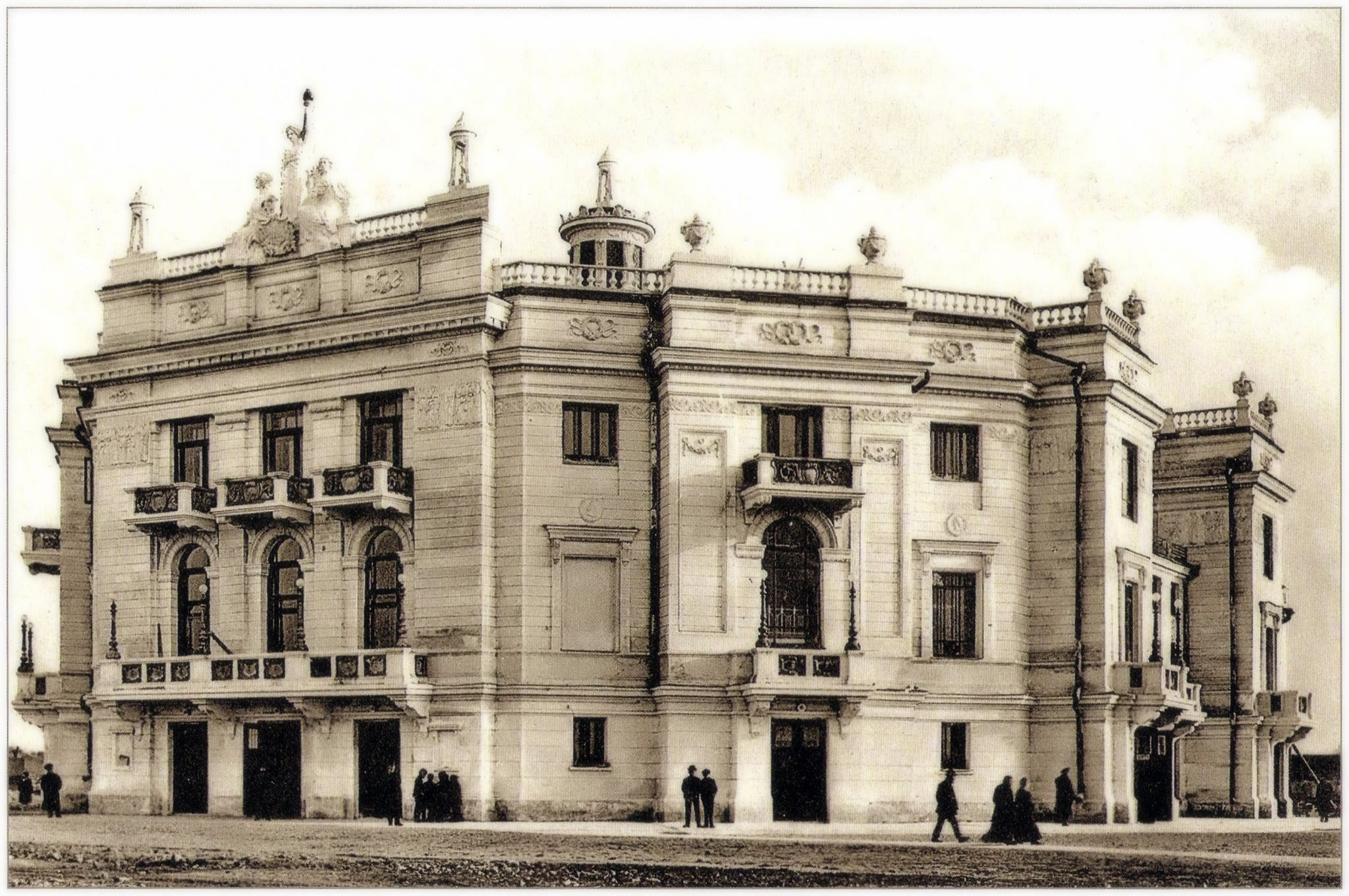
Новый городской театр
фото: В. Метенкова, 1912 г.

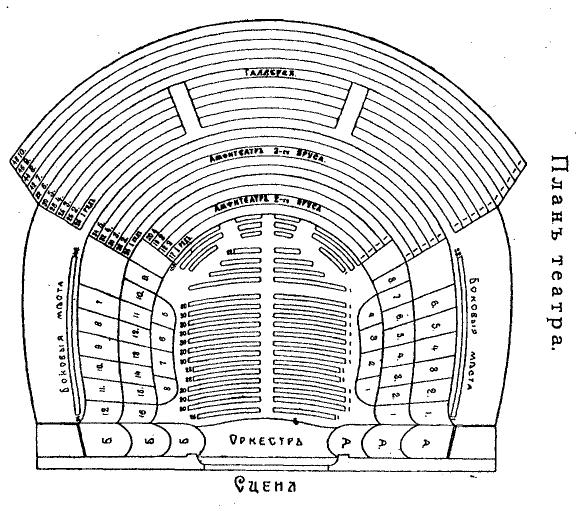
План нового городского театра,
из путеводителя 1914 г.

Победителем стал петербургский гражданский инженер Владимир Семёнов, представивший проект под девизом «Светлана» (молодому тогда автору помогал архитектор Константин Бабыкин). Закладка фундамента состоялась в 1910 году на Дровяной площади на месте деревянного цирка, существовавшего здесь с 1896 года. В 1912 году строительство «Нового городского театра» со зрительным залом подковообразной формы, рассчитанным на 1200 мест, было завершено. Устройство здания с удобными внутренними помещениями, в частности, предназначенными для артистов, предполагало полноценное существование стационарного театрального коллектива.
Парадным фасадом театр обращён к Главному проспекту. Центральный ризалит, акцентирующий вход, декорирован нарядными балконами с балюстрадами, лепными украшениями и аттиком, завершённым в центре скульптурной группой из трёх муз. Фасадные плоскости декорированы многочисленными лепными деталями: розетками, растительными орнаментами, скульптурными барельефами. Венчающая часть здания украшена балюстрадами с изящными башенками.
Для обеспечения функционирования создаваемого театра городской думой Екатеринбурга была избрана дирекция в следующем составе: П. Ф. Давыдов (председатель), С. А. Бибиков (заместитель председателя), А. Е. Обухов, П. В. Иванов, П. А. Кронеберг, И. Ф. Круковский, Н. Ф. Магницкий, И. А. Макаров, Г. А. Олесов, П. С. Первушин, А. И. Фадеев, А. Н. Щипанов. Председателю дирекции было поручено составление труппы, приобретение нот (оперных партитур) и театрального реквизита. С этой целью в феврале 1912 года он был командирован в Москву и в Санкт-Петербург. Главным дирижёром был приглашен итальянец Сильвио Барбини, режиссёром — А. Я. Альтшуллер, художником — И. Г. Белкин. Балетмейстером был Э. Ф. Галецкий, хормейстером — А. В. Попов, ещё одним режиссёром — итальянец Доменик А. Дума. Вокалистами были приглашены молодые певцы Э. Ф. Боброва, М. А. Доленго, В. С. Клопотовская, М. Г. Ростовская, Елена А. Спытко, Ю. Н. Чехметьева, А. Н. Алтайский-Ященко, А. Г. Борисенко, В. А. Гагаенко, А. Н. Лохов, А. Н. Ульянов, С. М. Усыскин, О. А. Шульгина, Н. Г. Зубарев и др. Во втором сезоне появились Ф. Е. Деранкова, Е. А. Вронский, Е. Рогинский, Б. Хохлов, А. А. Шидловский, М. Б. Сокольский, А. Я. Порубиновский, Гудкова, Миронов, Овсянникова, Беляев. В составе балетной труппы — Закс, Грановская.
Театр открылся 29 сентября (12 октября) 1912 года оперой Михаила Глинки «Жизнь за царя». В первом сезоне зрителям представили 37 опер из отечественной и мировой классики, из них 25 — в постановке С. Барбини (другие спектакли дирижировал Э. Л. Меттер), а также 143 спектакля. Итальянский дирижёр был приглашен работать в театре и на следующий сезон, но его планы нарушила смерть — он умер 18 октября 1913 года от сердечного приступа по дороге из театра (похоронен в Екатеринбурге).
Богатые традиции частных антреприз, гастрольных трупп и многолетняя деятельность Екатеринбургского музыкального кружка помогли театру быстро обрести уверенность и собственное имя. В 1914 году постановкой балетмейстером Ф. Ф. Трояновским «Волшебной флейты» Р. Дриго началась летопись Екатеринбургского балета, в труппе которого поначалу танцевали 8 человек (Лазарева (прима-балерина), Гаретта, Мария А. Стекль, Н. Средницкая, Р. И. Баланотти).
За два первых сезона в Екатеринбурге было поставлено около 50 опер. В их числе сочинения Даргомыжского, Рубинштейна, Чайковского, Мусоргского, Римского-Корсакова, Гуно, Бизе, Россини, Верди, Пуччини, Леонкавалло и других композиторов. Вместе с этим первые два театральных сезона окончились с дефицитом для городской казны. С помощью членов Екатеринбургской думы, входивших в театральную дирекцию, расходы были восполнены. Однако практика субсидирования театра городом на этом прервалась.
С 1914 года театр стал сдаваться приезжим антрепренерам. Летом 1914 года в городе побывала итальянская оперная труппа братьев Гонзалец, в репертуаре которой преобладали оперы Верди. В зимние сезоны 1914—1915 гг. спектакли ставились коллективами оперных певцов А. Костаньяна и А. Дракули. Первый из них поставил «Хованщину» М. Мусоргского. Второй, работавший в более сложных условиях военного времени, для поднятия сборов обратился к оперетте. Обширный репертуар был представлен публике в спектаклях оперных коллективов под руководством дирижёров И. Палиева (Палиашвили) (в сезоне 1915—1916 гг.) и В. Я. Морского (в сезоне 1916—1917 гг.).
Начиная с весны 1913 года на сцене театра выступали также драматические труппы. Первая из них — труппа П. О. Заречного — представила публике классические образцы русской и зарубежной классики (пьесы А. С. Грибоедова, Н. В. Гоголя, А. Н. Островского, А. К. Толстого, Бомарше, Шиллера), сочинения современных авторов. Весной 1914 года в театр был приглашен П. П. Медведев, ранее уже работавший в городе. Репертуар его труппы был составлен по тому же принципу: классика (появились пьесы Софокла, Мольера) и новинки (пьесы А. П. Чехова, Л. Н. Андреева). Осенью вновь приехал П. О. Заречный и устроил сценическое чтение новой пьесы «Царь Иудейский», принадлежащей перу Константина Романова, двоюродного дяди Николая II. П. П. Медведев начинал также сезоны 1915 и 1916 годов. Также в сезоне 1915—1916 гг. в театре несколько раз выступала группа актёров театра Ф. А. Корша. Театральный сезон 1917 г. открыл также П. П. Медведев пьесами «Война» М. Арцыбашева и «Савва» Л. Андреева. Весной 1917 года на сцене театра выступала драматическая труппа П. Д. Муромцева (главный режиссёр) и В. В. Васина (режиссёр миниатюр и кабарэ), в составе которой также были Семеновский (помощник режиссёра, Андреев (суфлёр), Поляков (декоратор). Репертуар труппы в целом ограничивался спектаклями на легкие любовные темы.
В оперном сезоне зимы 1917—1918 гг. дирижёром театра был Н. Н. Алмазов, покинувший город из-за разногласий с большевистским руководством Екатеринбурга.

### Советское время
26 октября (8 ноября) 1917 года в здании театра состоялось открытое заседание Екатеринбургского Совета рабочих и солдатских депутатов, на котором было провозглашено установление советской власти в городе и на Урале.

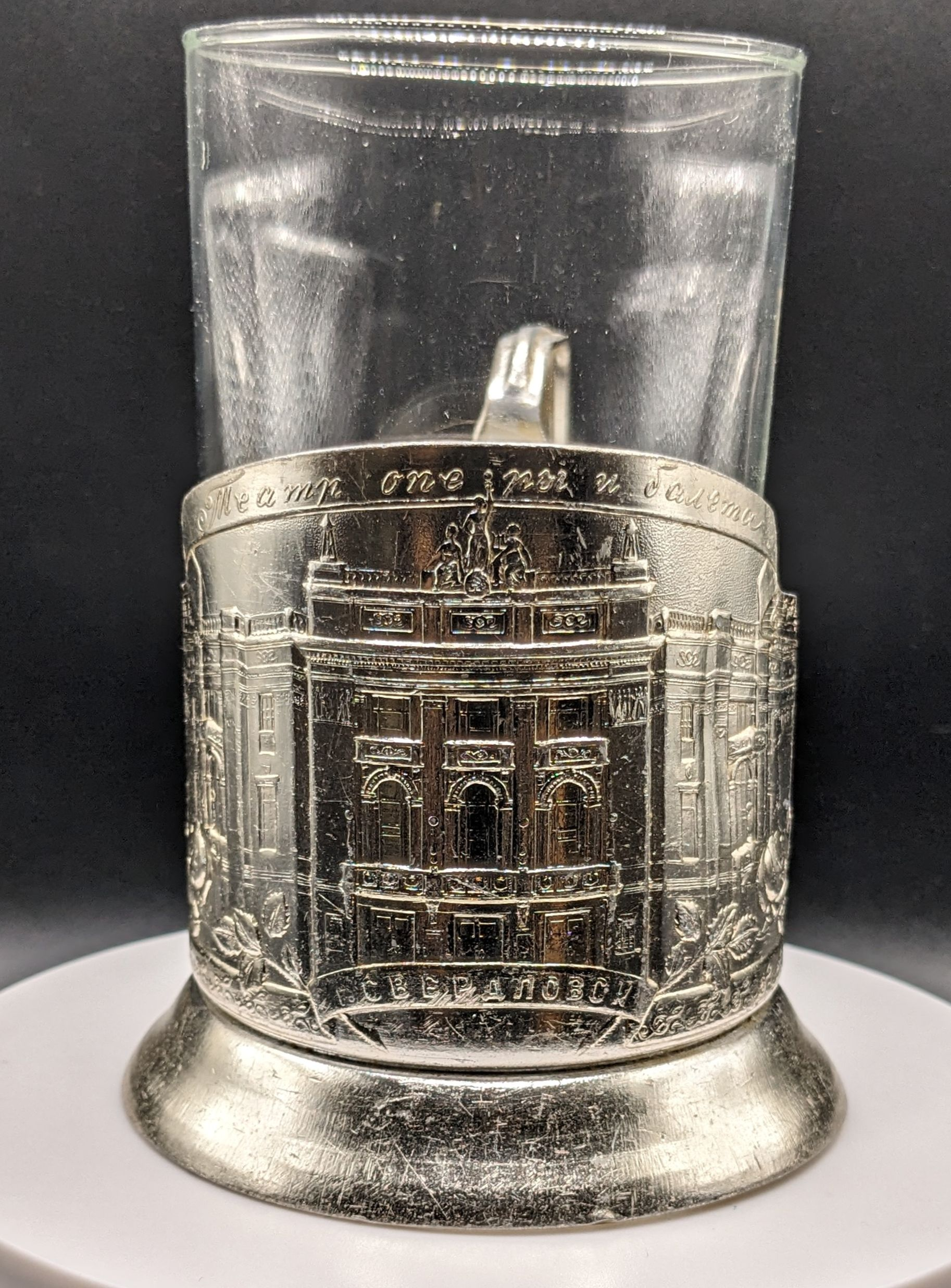
Подстаканник «Свердловский театр оперы и балета», производство Верх-Исетского завода

С июля 1918 до весны 1919 года в театре не было оперных постановок. Музыкальная жизнь города ограничивалась так называемыми «патриотическими концертами», которые устраивал помощник начальника Екатеринбургского гарнизона принц Риза Кули-Мирза, полковник Белой армии (до конца 1918 года). В декабре 1918 года — марте 1919 года спектакли давала драматическая труппа под управлением А. П. Вяхирева и И. А. Комиссаржевского, постановщиками выступали И. А. Орлов (главный режиссёр), Григорий Я. Генис. Среди заметных спектаклей — «Царь Иудейский», «Василиса Мелентьева», «Вера Мирцева», «Поташ и Перламутр», «Распятая», «Уриэль Акоста», «Злоба дня», «Мария Стюарт», «Дети солнца». В постановках участвовали артисты К. П. Стоянова, Г. Я. Генис, Г. А. Шебуев, В. К. Курбатов, Курбатова, Дубовицкая, Н. В. Сумарокова, Терский, И. А. Донатов, В. Галина, И. Д. Галина, В. Л. Сонбато, П. И. Стальский, В. А. Туманская, М. И. Жвирблис, Дорофеев, Л. А. Трефилова, Казакова, Давыдова, Г. И. Скорев, Ардатов, М. И. Полянская. Любителям оперы пришлось довольствоваться несколькими случайными спектаклями, в которых участвовали оказавшиеся в ту пору в городе певцы и музыканты.
В феврале 1919 года формируется оперный коллектив Н. М. Горста и певца М. К. Максакова, ставшего режиссёром и заведующим художественной частью оперной труппы. Оперный сезон открылся 9 марта 1919 года оперой «Аида». В репертуаре были оперы «Евгений Онегин», «Травиата», «Паяцы», «Фауст», «Риголетто», «Мадам Баттерфляй», «Дубровский», «Тоска», «Борис Годунов», «Русалка», «Лакме», «Кармен», «Снегурочка», «Севильский цирюльник», «Таис», «Отелло», «Пиковая дама». Балетмейстером А. Э. Монковским был поставлен балет «Тайна храма Изиды». В состав труппы входили дирижёры А. А. Эйхенвальд (начало марта), А. Г. Симцис, Н. А. Тонни (с мая, дирижёр Петроградского «Палас-театра»), артисты Г. М. Комиссаржевский, А. М. Матвеев, П. И. Словцов (все — тенора), М. К. Максаков, Я. С. Лукин, Владимир А. Радеев (все — баритоны), Н. Д. Соколовский (бас), Я. И. Пиотрович, К. В. Иорданская, Н. О. Степанова-Шевченко (колоратурное сопрано), З. Д. Павлова (лирико-драматическое сопрано), В. М. Луканин, Э. М. Мейнгардт, И. С. Архипова, Д. П. Костенко, А. Н. Ульянов, Ястребов, Плотников, Корсов, Ожегов, прима-балерина М. А. Стекль, балерины Е. В. Квятковская, Новикова. Сезон завершился 19 мая бенефисом солистки И. С. Архиповой.
С 30 мая 1919 года по 10 июня театр сдавался драматической труппе В. Л. Глинской, в составе которой были Артаков, И. П. Ахматов, экс-артист театра Корша Н. Е. Щепановский, А. Е. Котомкин, П. П. Терский, Борина, Широков, Володин, И. Л. Арканов, К. К. Волжский, А. М. Лидина (последние трое после гастролей перешли в труппу Верх-Исетского театра). Были показаны спектакли «Ян Гус», «Роман», «Меченосцы». 12-16 июня театр был сдан труппе Л. П. Борегар. Были представлены спектакли «Роман», «Нора», «Мечта любви», «Недомерок», «Женщина с улицы». Помимо самой Л. П. Борегар в спектаклях был заметен артист Людмилов. После гастролей перешли в труппу Верх-Исетского театра артисты Полина Г. Дыновская, М. В. Ланская, В. П. Девлет-Кильдеев.
К осени 1919 года встал вопрос о продолжении работы театра.
6 ноября 1919 года исполком Екатеринбургского городского Совета в рамках торжественного заседания в честь двухлетия Октябрьской революции, проходившего в театре, принял решение о переименовании Нового городского театра в театр имени А. В. Луначарского.
В ноябре-декабре 1919 года в Петрограде отделом Народного образования Екатеринбургского губревкома была проведена работа по подбору исполнителей во вновь открывающийся оперный театр. В декабре 1919 года из Петрограда прибыл специальный поезд, который привез певцов и оркестрантов в составе 130 человек. Таким образом, первым сезоном Екатеринбургского театра при советской власти стал оперный. В сезоне 1919—1920 годов дирижёром был А. Г. Симцис, режиссёром Василий В. Майков. Во главе балетной труппы стал балетмейстер Константин Л. Залевский, работавший прежде в Варшавской опере. Он был балетмейстером в театре с 1919 по 1924 годы. Капельмейстером театра был И. П. Палиев, художник-постановщик — И. Г. Белкин. Первой оперой новой труппы стал «Фауст» Ш. Гуно, показанная на сцене театра 11 декабря 1919 года. В опере были заняты артисты А. М. Ольхов (Фауст), А. А. Шидловский (Мефистофель), С. В. Морозова (Маргарита).
Также в сезоне 1919—1920 годов были поставлены оперы «Травиата» (17 декабря), «Риголетто» (2 января), «Евгений Онегин» (9 января), «Борис Годунов», «Русалка», «Аида» (18 февраля), «Пиковая дама» (27 февраля), «Царская невеста». В составе труппы были Гудевский, Ю. А. Модестов, В. К. Муравьев, К. Н. Свидерский, Беллавина, С. М. Августинович, Михаил И. Софронов, Оржельский, Кочановская, Н. В. Лутчев, Е. Ю. Розенфельд, Л. А. Ольшевский, Е. П. Тихомирова, артисты балета А. Г. Богданова-Давыдова, З. Г. Богданова-Конькова, Г. И. Калинина, И. Д. Никифорова.
Сезон 1920—1921 годов открылся в театре 20 октября оперой «Евгений Онегин» (дирижёр Палиев, режиссёр В. В. Майков). В постановке были заняты артисты Д. П. Костенко, Францева, К. Н. Свидерский, А. М. Ольхов, Демидов, А. И. Евгеньева, Л. А. Ольшевский. Также в сезоне были поставлены оперы «Севильский цирюльник», «Риголетто», «Андре Шенье», «Руслан и Людмила», «Тоска», «Князь Игорь», «Борис Годунов», «Гугеноты», «Фауст», «Садко», «Травиата», «Русалка». В спектаклях были также заняты дирижёр И. П. Палиев, балетмейстеры К. Л. Залевский и А. Г. Богданова-Давыдова, артисты Кочановская, В. М. Игонин, Ю. А. Модестов (скончался в Екатеринбурге 18 января 1921 года), В. К. Муравьев, Маргарита Н. Мусина, М. И. Софронов, Левицкий, Л. А. Ольшевский, Р. Н. Новгородцева, артисты балета З. Г. Богданова-Конькова, Г. И. Калинина, И. Д. Никифорова.
В январе 1921 года драматические спектакли Пролетарского (Верх-Исетского) театра были перенесены в театр имени Луначарского. Изначально предполагалось, что постановки продлятся две недели, однако фактически они продолжались несколько сезонов. 5 марта 1921 года в рамках межведомственного совещания было решено использовать Пролетарский театр только для любительских постановок. При этом оперная труппа были дополнена несколькими артистами драмы, в том числе Когеновской, Словцовым.
1 июля 1921 года отдел Народного Образования Екатеринбургского губисполкома принял решение о роспуске оперных и драматических трупп. Благодаря усилиям управляющего театром А. А. Давыдова были набраны новые труппы для подготовки к открытию нового сезона. В состав оперной труппы вошли артисты, преимущественно из театров центральных регионов страны — Е. О. Вульфович (сопрано), М. Н. Мусина, Р. Н. Новгородцева, О. М. Петипа, Сорнева, С. М. Августинович, А. А. Зелинская, Д. П. Костенко, Е. П. Тихомирова, Я. И. Пиотрович, Тышко-Зайд, Д. С. Аграновский, В. М. Игонин-Фролов, В. К. Муравьев, Л. А. Ольшевский, В. В. Майков, К. Н. Свидерский, С. В. Крамской, М. И. Софронов, С. И. Страхов, А. А. Шидловский. Хор включал 45 человек, оркестр — 40 человек. В состав балета вошли 12 человек, прима-балерина А. Г. Богданова-Давыдова и балетмейстер К. Л. Залевский. Главный дирижёр и заведующий художественной частью — И. П. Палиев, дирижёр И. А. Теслер, главный режиссёр В. К. Муравьев. В состав драматической труппы вошли артисты Ардарова-Озерова, Е. Г. Блажева, Бориславская, Бычкова, Вронская-Измайлова, Вронская-Каролли, Дубровская, О. Дубровская-Эшко, Ковалева-Тургенева, Милославская, Е. П. Половцева, Ю. Россина, Саржинская, Софронова, Снежная, Фалеева, Чумак, А. Я. Ардаров, Вольмар (он же главный режиссёр), Горный, Карпунин, С. И. Курский, Кутаисов, Милославский, А. И. Найденов, Попов, А. А. Сашин, Светлов, Седов, К. Ф. Степанов-Колосов, Травицкий, Якимов. Во главе трупп — художественный совет в лице Палиева, Вольмара, Давыдова. Также должности концертмейстеров занимал Л. А. Голубкин и А. Ю. Модестов.
Сезон 1921—1922 года открылся 15 октября 1921 года оперой «Аида», драматическая труппа начала сезон постановкой по пьесе А. И. Сумбатова-Южина «Измена». Также в сезоне были поставлены оперы «Фра-Дьяволо», «Травиата», «Пиковая дама», «Русалка», «Гугеноты», «Каморра», «Князь Игорь», «Евгений Онегин», «Севильский цирюльник», «Паяцы», «Руслан и Людмила», «Садко», «Царская невеста», «Борис Годунов». 10 декабря 1921 года силами обеих трупп была поставлена оперетта «Красное солнышко» («Маскотта»), также среди оперетт в театре были показаны «Цыганский барон», «Бокаччо», «Сильва».
В течение сезона состоялось чествование 30-летнего юбилея артистической деятельности И. П. Палиева (21 января), которому было присвоено звание заслуженного артиста государственных театров. В практику театра также вошли бенефисы: 4 февраля 1922 года состоялся бенефис одного из виднейших артистов театра А. А. Шидловского с постановской оперы Д. Мейербера «Гугеноты», 8 февраля — бенефис М. Н. Мусиной с постановкой оперы «Травиата», 11 февраля — бенефис управляющего театром А. А. Давыдова с постановской оперы «Фауст», 18 февраля — бенефис М. И. Софронова с постановкой оперы «Евгений Онегин», 24 февраля — бенефис артистки драматической труппы Е. П. Половцевой с постановкой пьесы В. И. Немировича-Данченко «Цена жизни», 25 февраля — бенефис В. К. Муравьева с постановкой оперы «Каморра», 7 марта — бенефис В. П. Вольмара с постановкой спектакля «Камо Грядеши», 15 марта — бенефис В. В. Майкова с постановкой оперы «Севильский цирюльник», 21 марта — бенефис драматического артиста А. А. Сашина с показом спектакля по пьесе Я. М. Гордина «Миреле Эфрос», 25 марта — бенефис солистки С. М. Августинович с постановкой оперы «Аида», 28 марта — бенефис драматического артиста А. Я. Ардарова со спектаклем «Генрих Наварский», 6 апреля — бенефис драматической артистки Е. Г. Блажевой с показом спектакля «Трильби» по пьесе Г. Ге. 11 марта состоялся бенефис оркестра театра, который был отмечен первой постановкой оперы Э. Направника «Дубровский», 18 марта — бенефис хора театра с повторной постановкой оперы «Дубровский», 22 марта — бенефис хормейстера Анатолия И. Зелинского и концертмейстера Л. А. Голубкина с постановкой опер «Иоланта» и «Паяцы», 29 марта — бенефис в честь 35-летия театральной деятельности администратора театра И. А. Келлера с постановкой оперы «Жидовка», 12 апреля — бенефис всех артистов оперы с постановкой «Гугеноты», 22 апреля — дирижёра И. А. Теслера с постановкой оперы «Тоска», 30 апреля — бенефис кассирш театра с постановкой оперы «Князь Игорь» (этот бенефис стал завершением сезона 1921—1922 годов). В составе оперной труппы также были Д. Аграновский, А. Месняев, А. Матвеева, А. Невский.
К 1922 году была заново создана балетная труппа, её первым спектаклем 4 марта 1922 года стала «Коппелия» Л. Делиба в постановке К. Л. Залевского. Постановка прошла в бенефис К. Л. Залевского, посвящённый 25-летию творческой деятельности. В балете были заняты А. Г. Богданова-Давыдова, А. В. Петрушенко, Н. Н. Дмитриев, З. Г. Богданова-Конькова, В. П. Бойцова, В. А. Давыдова, Н. В. Крутошинская, а также сам постановщик К. Л. Залевский. Также в балетной труппе были И. Д. Никифорова, В. Я. Шубина, Ю. Г. Баден-Мюллер. 8 марта 1922 года балет был показан 2-й раз, во время бенефиса прима-балерины А. Г. Богдановой-Давыдовой. Соло на скрипке исполнял М. И. Лидский. Всего за два сезона «Коппелия» прошла на сцене театра 7 раз.
В сезоне 1922—1923 годов в театре, чередуясь, выступали две труппы — оперная и драматическая. Во главе оперной стояли главный режиссёр В. К. Муравьев и заведующий художественной частью (с 1 октября 1922 года), одновременно занимавший должность дирижёра, А. Э. Маргулян. Также дирижёром выступал А. Д. Трауберг. Драматической труппой руководили заведующий художественной частью В. П. Вольмар и режиссёр И. А. Орлов. В составе оперной труппы театра были артисты петроградских театров — Народного дома, Мариинского театра и других, среди которых выделялись певицы Лебедева (колоратурное сопрано) (в труппе — с середины ноября 1922 года, из Петрограда), Ф. Е. Деранкова, И. С. Архипова, М. И. Бойко, прима-балерина А. Г. Богданова-Давыдова. Критиками отмечалась «тщательность постановок, добросовестное отношение как солистов, так и оркестра к делу, что способствовало развитию художественного вкуса у пролетарской части посетителей театра». Среди оперных постановок, отмеченных местной прессой — «Тоска», «Аида», «Мадам Баттерфляй», «Кармен», «Мазепа», «Самсон и Далила», «Фауст», «Тангейзер», «Царская невеста». В состав труппы вернулся солист А. Н. Ульянов. Также в составе труппы были артисты оперы Е. О. Вульфович, И. А. Долганова-Голубкина, Е. М. Гофман, С. Р. Колбин, Д. П. Костенко, С. В. Крамской, А. В. Куликовский (в труппе — с конца ноября 1922 года, из Киевской оперы), Л. А. Ольшевский, Я. И. Пиотрович, К. Н. Свидерский, М. И. Софронов, С. И. Страхов, А. Г. Томсон, Е. В. Холщевников, Кузнецова, Веризов, Тарасов, Зеленова, Николай Ф. Шенц, Сементовская, Сергеев, Г. А. Стихин, Воробьев (в труппе — с середины ноября 1922 года, лирический тенор), художники А. В. Куклин, Ф. Ф. Хомяков, Горбунов. Балетмейстером театра был К. Л. Залевский. В составе драматической труппы были А. Я. Ардаров, Е. Г. Блажева, Е. П. Половцева, балетной — М. А. Стекль. В ходе сезона продолжилась практика бенефисов отдельных артистов.
8 декабря 1922 года труппа театра отметила трехлетний юбилей работы. Среди юбиляров были 32 человека из 120 приехавших в Екатеринбург в 1919 году. Помимо артистов оперы среди них были артисты хора В. Н. Жуковская, М. Э. Осипова, М. Д. Кравченко, А. М. Кочкарев, Г. А. Лимашевский, А. И. Махнушин, И. Н. Садовников, А. Н. Ясногородский, артисты оркестра Ф. С. Булычев, Е. М. Васильев, Г. Я. Гранат, А. Д. Доменчук, В. В. Кириленко, М. И. Лидский, О. О. Малков, Е. Е. Мовшович, А. М. Умнова, А. А. Шифрин, Г. Л. Шрадер, Л. К. Штрассенбург.
С 15 марта 1923 года театр зачислен в число государственных театров, получив официальное наименование Государственный оперный театр имени А. В. Луначарского.
В сезоне 1923—1924 годов должность главного режиссёра занимал С. Ф. Дорожинский, балетмейстера — К. Л. Залевский, концертмейстеры Л. А. Голубкин (работал в театре в 1919—1932 годах), Б. П. Давыдов (сын первого директора театра П. Ф. Давыдова), А. Ю. Модестов, хормейстер А. В. Берг, в числе дирижёров театра были Борис Я. Виткин и А. Д. Трауберг, помощниками режиссёра были С. А. Давидович и Г. Г. Смолин, художники М. П. Сахарова и Ф. Ф. Хомяков. В состав труппы входили Е. М. Гофман, Ф. Е. Деранкова, И. А. Долганова-Голубкина, А. Г. Томсон (все — сопрано), Д. П. Костенко, Я. И. Пиотрович, Е. П. Тихомирова (все — меццо-сопрано), С. Р. Колбин, В. К. Муравьев (все — тенора), Г. А. Стихин, А. П. Журавлев, А. Н. Ульянов (все — баритоны), С. В. Крамской, С. И. Страхов, Е. В. Холщевников (все — басы), В. А. Бельский, Н. Ф. Шенц. Вновь принятыми были В. К. Липецкий, Д. И. Шувалов, М. С. Шумский, Н. И. Васильев (все — тенора), Е. М. Стасов (баритон), Я. Н. Лубенцов (бас), Е. С. Сливинская (драматическое сопрано), А. И. Добровольская (колоратурное сопрано), О. Ф. Рачинская, В. Е. Телегина (все — меццо-сопрано).
Оркестр театра был увеличен с 46 до 50 человек за счет расширения оркестрового помещения по плану столичных театров, выполненного инженером А. Б. Горшковым. Солистами оркестра были В. В. Кириленко (виолончель) и М. И. Лидский (скрипка). Существенно обновился и состав балетной труппы, прима-балериной стала Е. П. Карассо, балерины из Петрограда Волощук и Сухарева. В рамках сезона прошло 2 бенефиса — артиста А. Н. Ульянова (баритон) с показом оперы «Евгения Онегин» и артистки Я. И. Пиотрович (меццо-сопрано) с показом оперы «Самсон и Далила», а также торжества в честь 25-летия музыкальной деятельности дирижёра А. Э. Маргуляна 2 апреля 1924 года. Были поставлены три новые оперы — «Золотой Петушок» Н. А. Римского-Корсакова (постановка С. Ф. Дорожинского), «Сказки Гофмана» Ж. Оффенбаха и «Пророк» Д. Мейербера (обе постановки А. Э. Маргуляна). В ходе сезона неоднократно менялось административное управление театром — правление, театральный совет, снова правление, единоличное управление, а также ведомственная подчиненность. В период единоличного управления директором был И. А. Келлер (экс-администратор Петроградского Народного дома).
С начала сезона 1924—1925 годов на должность директора был назначен Б. С. Арканов, ранее возглавлявший Харьковский оперный театр. Арканов пригласил в труппу оперного театра артистов оперы Зимина, Харьковской оперы, Сибирской госоперы. Дирижёрами театра стали И. О. Палицын, В. А. Шефер, А. М. Пазовский и Н. Б. Грубин. Главным режиссёром театра стал А. Я. Альтшуллер, ранее уже работавший в Екатеринбурге в качестве певца, режиссёры В. Д. Бобров и П. Беляев. Балетмейстером приглашен П. К. Йоркин, хормейстер — А. И. Зелинский, художник-постановщик — М. А. Гвоздиков, художник М. Н. Плачек. В состав труппы был принята прима-балерина В. И. Вильтзак. Состав оркестра увеличен до 48 человек. В репертуар были включены новые оперы «Князь Серебряный» (премьера — 1 марта 1925 года) и «Стенька Разин», для постановки которых был приглашен их автор П. Н. Триодин. Важным достижением в ходе сезона стало подключение профсоюзов к распространению билетов путем введения рабочих абонементов, что позволило обеспечивать полную наполняемость театра за счет рабочей аудитории. 22 марта 1925 года прошло чествование главного дирижёра А. М. Пазовского, который в честь юбилея награждён званием заслуженного артиста Республики. 12 апреля 1925 года прошло чествование дирижёра И. О. Палицына по поводу 35-летия его дирижёрской деятельности, который в честь юбилея награждён званиями заслуженного артиста и героя труда. В ходе сезона были поставлены классические балеты «Дон Кихот», «Лебединое озеро», «Шопениана», «Конёк-Горбунок», «Коппелия». 2 ноября 1924 года была поставлена первая советская опера на сцене театра — «Трильби» А. Юрасовского (дирижёр В. Пирадов, режиссёр И. Келлер, художник Б. А. Шишкин). По итогам сезона отмечался высокий уровень художественного мастерства артистов, среди которых выделялись солисты Е. Н. Копьева (меццо-сопрано), Т. В. Бокова (лирическое сопрано), А. И. Жуковская, П. Л. Карпова (сопрано), А. А. Коломийцева, В. Ф. Любченко (баритон), Н. П. Сыроватская (последние трое приняты в труппу 1 января 1925 года), Е. Д. Синицына, Мясняева, Детелетр (все — сопрано), А. А. Зелинская, Е. П. Тихомирова (все — меццо-сопрано), Ю. С. Кипоренко-Даманский, М. Синицкий, Семенов, С. Р. Колбин (все — тенора), В. Г. Будневич, Е. И. Кончевский, Н. Ф. Шенц (все — баритоны), заслуженный артист УССР М. И. Донец, С. И. Ильин, А. А. Шидловский, Д. П. Раев, С. И. Страхов (все — басы),. Также в труппе были М. Э. Донец-Тессейр, С. М. Капара, В. П. Девлет, Г. Быкова, Борисова, Васютинский, Сомова (балерина). В числе приглашенных артистов был будущий народный артист СССР тенор И.С. Козловский, отработавший в театре два полных сезона (1924—1926).
В сезоне 1925—1926 годов в театре работали главный режиссёр А. И. Улуханов (поставил оперы «Сказка о царе Салтане» и «Вертер»), дирижёры И. О. Палицын, Н. Б. Грубин и В. В. Бердяев, режиссёры А. И. Малинин и Н. Н. Беляев, балетмейстер П. К. Йоркин, художники А. В. Дубровин и Х. Цителова. На сезон 1925—1926 годов дирекция театра заключила контракты с Е. С. Сливинской, М. В. Баратовой, М. Э. Донец-Тессейр, А. И. Жуковская, Л. А. Викшемской, Е. Ф. Кравченко (все — драматическое сопрано), А. А. Зелинской, Н. Е. Франковской, Ф. С. Мухтаровой, Е. П. Тихомировой (все — меццо-сопрано), Д. С. Аграновским (драматический тенор), И. С. Козловским (лирический тенор), А. Д. Каратовым, С. М. Капарой, В. К. Муравьевым (все — тенора), В. Г. Уховым (лирико-драматический баритон), К. Л. Книжниковым, Е. И. Кончевским (оба — баритоны), М. И. Донцом, С. И. Ильиным, Я. Н. Лубенцовым, Д. П. Раевым (все — басы), О. Ф. Окуневой, В. Бунак, суфлер Евсеев. Также перед началом сезона в театр был приглашён Сергей Лемешев, впоследствии народный артист СССР, отработавший в театре полный сезон (дебютировал 10 октября 1926 года в роли Берендея в «Снегурочке»). Он исполнял партии индийского гостя в «Садко», Берендея в «Снегурочке», Альфреда в «Травиате» (всего 13 партий). В репертуар театр вошли оперы, ранее не ставившиеся на свердловской сцене — «Сказка о царе Салтане», «Вильгельм Тель», «Мейстерзингеры», «Лоэнгрин», «Долина». В конце сезона были поставлены балеты «Тщетная предосторожность» П. Гертеля и «Очарованный лес» Дриго. В составе балетной труппы были прима-балерина В. И. Вильтзак, артисты Аркадьев, Довейко, Луговская, Мюллер, сестры Андреевы, Бушинская, Леонидов, Новицкий, Монсен, Пахомов.
Также в сезоне 1925—1926 годов в театре продолжала выступать драматическая труппы Пролетарского театра Свердловска. Среди артистов труппы выделялись Калантар, Г. А. Шебуев, А. В. Поляков и С. И. Ярцев. 8 февраля 1926 года по случаю 25-летия сценической деятельности артиста и режиссёра С. И. Ярцева состоялся торжественный юбилейный спектакль.
В сезоне 1926—1927 годов в театре работали дирижёры Л. П. Штейнберг, И. О. Палицын, Н. Б. Грубин, главный режиссёр Н. Н. Боголюбов и режиссёры Н. Н. Беляев, А. И. Малинин, художник А. В. Дубровин, хормейстер А. И. Зелинский. Новым балетмейстером театра стал М. Ф. Моисеев, а примой-балериной — К. И. Сальникова. В составе труппы были артисты Д. С. Аграновский, Стрельцов, В. А. Сабинин (все — тенора), К. Л. Книжников, В. Г. Ухов (все — баритоны), Г. С. Пирогов, Я. Н. Лубенцов, А. В. Куликовский, Д. П. Раев (все — басы), Ф. С. Мухтарова, Е. С. Сливинская, А. А. Зелинская, А. Лебедева (все — сопрано), А. С. Пирогов, В. К. Муравьев, Н. Ф. Шенц, В. В. Ходский, И. А. Агапов, А. А. Чернышев, П. З. Немченко, А. Д. Маршалова, А. И. Макурова, И. А. Долганова, О. А. Соколова, Т. В. Калиновская, В. Бунак, Е. Н. Знаменская, Яковлева, Е. М. Брандт. Среди артистов оркестра выделялись М. И. Лидский (скрипка), М. Б. Петрушанский (виолончель), Л. А. Голубкин (рояль). Среди заметных постановок — первая советская опера «Орлиный бунт» А. Пащенко, премьера которой состоялась 12 декабря 1926 года. 16 января 1927 года состоялось чествование В. Г. Ухова по случаю 20-летия его сценической деятельности с постановкой оперы «Евгений Онегин». Артисту было присвоено звание заслуженного артиста РСФСР. 27 февраля 1927 года чествовали дирижёра Л. П. Штейнберга по случаю 35-летия дирижёрской деятельности с постановкой оперы «Валькирия», а 20 марта 1927 года чествовали режиссёра Н. Н. Боголюбов по случаю 40-летия творческой деятельности с постановкой оперы «Пиковая дама» (режиссёру было присвоено звание заслуженного артиста РСФСР). Среди новых постановок театра — оперетта «Перикола» (режиссёр Н. Н. Боголюбов, художник А. В. Дубровин). М. Ф. Моисеевым поставлены классические балеты («Корсар», 1926; «Жизель», 1927) и балеты современных композиторов («Мирра» Л. П. Штейнберга, 1927).
На сезон 1927—1928 годов труппа была сформирована в следующем составе — М. И. Закревская, Н. П. Сыроватская, Д. Е. Лерма, Тихонова, О. А. Соколова, Е. Ф. Кравченко, И. А. Долганова (все — сопрано), Ф. С. Мухтарова, Данилова-Алексеева, Буколова, Н. Е. Франковская, Яковлева, Е. П. Тихомирова (все — меццо-сопрано), Е. Э. Витинг, Н. А. Оржельский, В. А. Сабинин, Москаленко, B. К. Муравьев, С. Р. Колбин (все — тенора), Н. Г. Зубарев, В. Г. Ухов, И. А. Агапов, Кондратский, Н. Ф. Шенц (все — баритоны), В. М. Луканин, Г. В. Серебровский, А. С. Пирогов, Суходольский, Н. К. Столяров (все — басы). Главный режиссёр Н. Н. Боголюбов, режиссёры — А. И. Малинин и Н. Н. Беляев. Дирижёры — А. В. Павлов-Арбенин и И. О. Палицын. Хормейстер — Гаврилов. Балетмейстер — С. Н. Сергеев. Художники — А. В. Дубровин, Ионов и Шевырев. Администраторы театра — Келлер и Малинин.
На сезон 1928—1929 годов труппа была сформирована в следующем составе — главный режиссёр В. А. Лосский (работал в театре в 1928—1930, 1931—1934), режиссёр Н. Н. Беляев, дирижёры В. В. Бердяев, И. О. Палицын, Б. О. Нахутин. Хормейстер — Гаврилов. Художник — А. В. Дубровин. Вокалисты Б. О. Альбицкая, М. В. Баратова, И. А. Долганова, Н. М. Кантемир, Е. Ф. Кравченко, Д. Е. Лерма, Е. С. Сливинская, Н. И. Киселевская (все — сопрано), А. М. Букова, Е. Ю. Евгеньева, М. Катаева, A. Ф. Маньковская, А. Н. Попова, Ахматова, Буколова (все — меццо-сопрано), Д. С. Аграновский, А. А. Дроздов, А. Н. Коробейченко, К. А. Каренин, С. Р. Колбин, B. К. Муравьев, Д. Ф. Тархов (все — тенора), М. В. Бочаров, И. А. Агапов, Г. А. Воробьев, В. Ф. Любченко, И. А. Михайлов, Н. Ф. Шенц (все — баритоны), В. Н. Лубенцов, А. П. Месняев, Г. В. Серебровский, Η. К. Столяров (все — басы). Балетмейстером театра был М. Ф. Моисеев, прима-балерина — К. И. Сальникова. На часть сезона приглашены Ф. С. Мухтарова, И. С. Козловский (под оперу «Ромео и Джульетта»), С. И. Мигай (под оперу «Демон»), Г. С. Пирогов и М. О. Рейзен (под оперу «Фауст»). Также в театре выступила А. В. Нежданова в опере «Травиата». 17 марта 1929 года состоялся юбилей И. С. Дворикова, по случаю 20-летия его суфлерской и сценической деятельности. Чествование юбиляра происходило при открытом занавесе. Была дана опера «Евгений Онегин», в которой принял участие приехавший на гастроли С. И. Мигай.
Критикой отмечались качественные постановки режиссёром В. А. Лосским и художником А. В. Дубровиным опер «Борис», «Псковитянка», «Аида» и «Фленго». 16 декабря 1928 года М. Ф. Моисеевым был поставлен балет «Красный мак». 13 апреля 1929 года была поставлена первая опера уральского автора — «Овод» В. Н. Трамбицкого (дирижёр И. О. Палицын, режиссёр В. А. Лосский, художник А. В. Дубровин). По итогам театрального года отмечалось, что сезон явил собой решительный поворотом от старой оперы в сторону советизации оперного искусства.
На сезон 1929—1930 годов в состав оперной труппы были приглашены А. А. Добровольская, И. А. Долганова, Н. И. Киселевская, Михайлова, О. А. Петрусенко, Д. Т. Спришевская (все — сопрано), А. Ф. Маньковская, В. П. Попова, С. А. Рачинская, Л. П. Россохина и Щекина (все — медсопрано), М. М. Боровский, А. Л. Брайнин, С. Н. Данченко, К. А. Каренин, С. Р. Колбин, А. Н. Коробейченко, Н. В. Ролланд (все — тенора), И. А. Агапов, Н. П. Горохов, Владимир А. Клишин, А. Н. Ульянов, В. Г. Ухов, Н. Ф. Шенц (все — баритоны), Гаврилов, А. П. Казакевич, В. А. Лосский, А. П. Месняев, Г. В. Серебровский, Н. К. Столяров, А. М. Торычев (все — басы). Дирижёры: А. В. Алевладов, В. В. Бердяев, И. О. Палицын. Главный режиссёр — В. А. Лосский, режиссёр — А. В. Варламов. Балетмейстер М. Ф. Моисеев. Прима-балерина К. И. Сальникова. Кроме того, приглашены на гастроли B. В. Барсова, А. А. Соловьёва, М. О. Рейзен, В. К. Павловская (Ленинград), Ф. С. Мухтарова, П. И. Словцов. Для симфонических концертов, которые будут даны под управлением В. В. Бердяева, приглашены: пианист Л. Н. Оборин и скрипач Георг Куленкампф (Берлин). В январе 1930 года прошли гастроли артиста Большого театра, баритона Д. Д. Головина, выступавшего в операх «Севильский цирюльник», «Риголетто», «Кармен», а также давшего сольный концерт 31 января. В марте 1930 года состоялись гастроли П. И. Цесевича, выступившего с концертами и принявшего участие в операх «Русалка», «Фауст».
С 1930 года театр возглавил С. Г. Ходес, приехавший из Казани. Он в первую очередь занялся решением бытовых вопросов артистов — обратился в горисполком с письмом, в котором попросил передать театру одно из общежитий города. В скором времени в пользование театру передали бывшую усадьбу екатеринбургского купца М. О. Назарова (ул. Первомайская, 11в). Во флигеле разместилось общежитие, а в главном доме усадьбы открылась театральная гостиница (после войны передано в Кировский райздравотдел Свердловска для размещения стоматологической поликлиники). В мае 1930 года в театре проведена «чистка» состава труппы по социальной принадлежности, по итогам которой из труппы вынуждены были уйти 6 человек.
В сезоне 1930—1931 года в театре работали дирижёр А. В. Алевладов, режиссёр В. А. Лосский, актёры А. П. Месняев, В. Г. Ухов, А. Л. Брайнин, Д. С. Аграновский, А. Н. Коробейченко, М. В. Баратова, Ф. С. Мухтарова, Д. Т. Спришевская, А. Анисимов, Тюняев, Андрей П. Бабанин, А. Р. Томский, О. А. Петрусенко, Боровская, О. И. Егорова, Аярова, Т. Троицкая, Вера К. Мерхасина, Т. Д. Кутасова, Пушкарева (арфистка). В апреле в театре гастролировал премьер Мюнхенской государственной оперы Адольф Фишер, выступивший на сцене театра в опере «Аида».
Стабильно пополнять репертуар балетная труппа начинает с сезона 1930/31; одним из первых в стране театр перешёл от посезонного набора к круглогодичной работе с постоянной труппой (стационирование) — балетмейстер С. Н. Сергеев завершил процесс формирования балетной труппы (около 70 человек). С. Н. Сергеевым поставлены балеты «Красный мак» (1930), «Лебединое озеро» (1931), «Дон Кихот» (1932), «Карманьола» Фемелиди (1932), «Карнавал» (1933), «Коппелия» (1933), «Шопениана» (1934), «Испанское каприччио» (1934) и «Шехеразада» (1934) на музыку Н. А. Римского-Корсакова. М. Ф. Моисеевым поставлены «Конёк-Горбунок» (1933), «Ференджи» Яновского (1933).
С 1931 года театр стал именоваться Свердловский театр оперы и балета имени А. В. Луначарского.
В сезоне 1931—1932 года в театр вернулся дирижёр А. М. Пазовский. Режиссёром театра был В. А. Лосский, балетмейстером — С. Н. Сергеев, художником — К. И. Иоанов.
В сезоне 1932—1933 года в театре работали дирижёр А. М. Пазовский, режиссёр В. А. Лосский, артисты Д. Т. Спришевская, А. Н. Коробейченко, Сергиевский, А. В. Курочкин.
В сезоне 1933—1934 года в театре работали дирижёры А. А. Людмилин, Л. В. Любимов, В. И. Пирадов, режиссёры В. А. Лосский, С. Д. Масловская, И. И. Келлер, балетмейстеры М. Ф. Моисеев и С. Н. Сергеев, художники А. И. Константиновский, К. И. Иоанов, артисты Д. С. Аграновский, А. Л. Брайнин, А. П. Месняев, В. Г. Ухов, А. А. Шидловский, А. В. Новиков, Н. Н. Середа, Н. Н. Белугин, Г. В. Серебровский, А. А. Дроздов, И. М. Горелов, А. А. Иванов, Н. Ф. Шенц, Н. Н. Середа, М. И. Романов, М. Г. Коломенский, А. В. Курочкин, В. А. Клишин, Мысак, С. Р. Колбин, Н. К. Столяров, Д. С. Керский, Филин, Б. А. Шеломенцев, Мартынов, Балаев, Листовский, Николау, Н. А. Щадин, П. Г. Щербина, Борщевский, Бабушкин, Кушнир, Гончаров, Еремеев, Дмитриев, Крышаловский, Аркадьев, Д. Т. Спришевская, Н. И. Киселевская, А. И. Жуковская, В. И. Казанская, Л. Ф. Никитина, Н. Н. Платонова, Викторова, Михайлова, Степанова, Бояршинова, Гайдамович, Лялина, Кореневская, Забирова, артисты балета К. И. Сальникова, А. Н. Вронская, О. Н. Сталинский, Ковалев, Кузнецов, Егорова, В. В. Фаэрбах, Добрынина, В. и Л. Андреевы, Цхомелидзе. По окончании театрального сезона театр впервые выехал на гастроли в областную периферию — в Надеждинск и Березники. На Надеждинском металлургическом заводе артисты дали 36 выступлений и 6 концертов
17 февраля 1934 года театр впервые отпраздновал юбилейную дату — 20-летие со дня основания. В честь юбилея приказом Наркомпроса РСФСР № 112 от 13 февраля 1934 года звания заслуженных артистов Республики были присвоены режиссёру С. Д. Масловской, артистам Д. С. Аграновскому, А. П. Месняеву, А. А. Дроздову, Г. В. Серебровскому, Д. Т. Спришевской, А. А. Шидловскому, концертмейстерам и артистам оркестра М. И. Лидскому, Г. Я. Гранату. За умелое руководство Свердловским театром президиум облисполкома наградил директора С. Г. Ходеса грамотой и легковой машиной.
В 1930-е годы ведущее место отводится классическим балетам: ставятся «Шопениана» (1934), «Тщетная предосторожность» (1935, балетмейстер Бабурин), «Спящая красавица» (1937, балетмейстер С. Н. Сергеев), «Раймонда» (1940), «Песня Сольвейг» на музыку Э. Грига и «Дон Кихот» (все — 1940, балетмейстер В. А. Кононович). Балеты советских композиторов утверждали первенство жанра хореодрамы: «Карманьола» В. А. Фемелиди (1932, балетмейстер М. Ф. Моисеев), «Бахчисарайский фонтан» (1938, балетмейстер С. Н. Сергеев), «Утраченные иллюзии» Б. В. Асафьева (1936, балетмейстер Л. В. Якобсон), «Кавказский пленник» (1939, балетмейстер Я. В. Романовский). Ведущие танцовщики: Алиса Н. Вронская, К. И. Сальникова, В. К. Мерхасина, А. П. Бабанин, А. Р. Томский, О. Н. Сталинский, В. А. Преображенский.
Также в 1930-е годы высоко отмечалась работа дирижёров Л. В. Любимова, А. А. Людмилин, В. И. Пирадова, режиссёров В. А. Лосского, И. И. Келлера, Б. М. Кушнира, вокалистов Н. И. Киселевской, Т. Н. Богдаровой, Н. Н. Белугина, А. А. Иванова, А. В. Новикова, В. Г. Ухова, Н. Ф. Шенца, И. М. Горелова, танцовщиков И. Л. Герман, О. И. Егорова, Кузнецова, Цхомелидзе, Ю. П. Ковалёва. Подводя итоги 20-летнего развития театра, директор С. Г. Ходес отмечал положительные моменты, которые способствовали улучшению качества постановок:
1. сформирован постоянный состав труппы театра (вместо сезонности вплоть до 1931 года);
2. расширен репертуар театра (акцент на спектакли советских авторов (с 1927 г. поставлено 10 советских опер и 3 балета), переработка классических опер);
3. техническое переоборудование театра (установлена вращающаяся сцена, заменена и переоборудована система освещения, механизированы основные технологические процессы)[81].

В сезоне 1934—1935 годов в театре работали дирижёры Г. Фительберг, Л. М. Брагинский, Л. В. Любимов, А. А. Людмилин, Я. С. Эльяшкевич. В составе труппы были режиссёры С. Д. Масловская, И. И. Келлер, А. В. Варламов, балетмейстер С. Н. Сергеев, художники А. И. Константиновский, Д. Г. Крейн, Соколов, артисты Д. С. Аграновский, А. П. Месняев, В. Г. Ухов, Г. В. Серебровский, А. А. Шидловский, И. М. Горелов, Н. Н. Середа, А. М. Курганов, А. Л. Брайнин, Н. А. Щадин, А. В. Новиков, Н. Н. Белугин, Д. Г. Бадридзе, А. В. Курочкин, А. А. Бельский, Лютый, Н. К. Столяров, засл.артист Н. А. Попов, Ю. П. Ковалев, Багров, Малинин, Д. Т. Спришевская, Т. Н. Богдарова, Н. И. Киселевская, А. А. Зелинская, О. В. Колодуб, Лялина, Викторова, М. Р. Глазунова, В. К. Мерхасина, А. Н. Вронская. В декабре 1934 года праздновался 20-летний юбилей артистической деятельности И. М. Горелова, которому в том же месяце постановлением Наркомпроса РСФСР было присвоено звание заслуженного артиста Республики. В мае 1935 года праздновался 20-летний юбилей артистической деятельности А. В. Новикова, которому через месяц было присвоено звание заслуженного артиста Республики. В июне-июле 1935 года театр гастролировал в Лысьве.
В сезоне 1935—1936 года в театре работали дирижёры Л. М. Брагинский, А. А. Людмилин, Я. С. Эльяшкевич, В. В. Великанов, режиссёр-постановщик Л. В. Баратов, режиссёры И. И. Келлер, Н. В. Смолич (приглашен для постановки оперы «Пиковая дама»), А. И. Малинин, балетмейстер С. Н. Сергеев, художник-постановщик Ю. И. Пименов, художники А. И. Константиновский, Д. Г. Крейн, Б. А. Шишкин, П. В. Вильямс (приглашен для оформления оперы «Травиата» в постановке Немировича-Данченко), артисты Д. С. Аграновский, А. П. Месняев, В. Г. Ухов, А. А. Шидловский, И. М. Горелов, Н. Н. Середа, Н. А. Щадин, А. В. Новиков, Н. Н. Белугин, Д. Г. Бадридзе, Толстов, В. Л. Легков, Н. В. Ролланд, А. С. Фирсанов, Россенко, Грушенев, Д. С. Керский, А. А. Матвеев, Д. Т. Спришевская, Н. И. Киселевская, О. В. Колодуб, Лялина, М. Р. Глазунова, С. А. Батурина, З. П. Тургаева, Г. Шульгина, артисты балета Л. В. Якобсон (второй балетмейстер и ведущий танцовщик), Ю. П. Ковалев, А. Н. Вронская, В. А. Переяславец, М. И. Казинец, О. Н. Сталинский, В. А. Преображенский, Преображенская, Николаев, В. И. Шелков, Спасовская, П. Н. Иванов, Кузнецов, В. В. Фаэрбах, Еремеев, Николай Бабурин, Гуров, Спиридонов, Дмитрий Дмитриев, Л. А. Серебровская-Грюнталь, хормейстер А. А. Бельский. По окончании театрального сезона артистические труппы выехали в Кабаковск и Лысьву.
В 1936 году площадь перед театром была благоустроена по проекту архитектора С. В. Домбровского.
В сезоне 1936—1937 года в театре работали дирижёры Л. М. Брагинский, А. А. Людмилин, Я. С. Эльяшкевич, В. В. Великанов, режиссёр-постановщик Л. В. Баратов, режиссёр И. И. Келлер, режиссёр-ассистент А. А. Колосов, балетмейстер С. Н. Сергеев, концертмейстеры Э. Я. Азерьер и Н. А. Беренова, художники Б. А. Матрунин (был художником-оформителем театра в 1938—1943 гг.), Н. А. Ушин, Б. А. Шишкин, артисты Д. С. Аграновский, Н. В. Ролланд, Азрикан, А. А. Матвеев, П. Г. Щербина, А. В. Курочкин, Б. А. Шеломенцев, Н. Г. Топчий, А. С. Фирсанов, С. Р. Колбин, А. В. Дольский, А. Н. Коробейченко (все — теноры), И. М. Горелов, В. Г. Ухов, Н. П. Савченко, В. Л. Легков, М. Г. Коломенский, П. Д. Уралов, Грушичев, Б. К. Дементьев, В. А. Клишин (все — баритоны), А. П. Месняев, А. В. Новиков, Р. М. Трифонов, Д. С. Керский, В. П. Ведерников, Мичуговский, Попов (все — басы), Д. Т. Спришевская, О. В. Колодуб, З. П. Тургаева, О. И. Егорова, Н. И. Киселевская, З. И. Михайлова, Т. Е. Хейфец, Короневская, Юрусова, Дорина (все — сопрано), О. Н. Головина, М. Р. Глазунова, Лялина, Степанова, Аввакумова, А. С. Летемина, Л. В. Лубенцова, Россенко, Е. А. Сабинина, Коган-Шелестьян, Л. А. Фомина (все — меццо-сопрано), Ф. С. Мухтарова, Д. Я. Пантофель-Нечецкая, Вюрусева, артисты балета И. В. Смольцов (заведующий балетной труппой), А. Н. Вронская, В. В. Фаэрбах, О. Н. Сталинский (он же помощник балетмейстера), В. А. Преображенский, хормейстер А. А. Бельский. 11 ноября 1936 года состоялась премьера новой оперы И. И. Дзержинского «Тихий Дон», которая с восторгом была принята зрителями, а также руководством города. В тот же день вышло постановление Свердловского горкома ВКП(б) об организации через партийные и профсоюзные организации коллективных посещений оперы.
В апреле-мае 1937 года прошли первые гастроли театра в Ленинграде. Были показаны оперы «Тихий Дон», «Евгений Онегин», «Кармен», «Мазепа», «Пиковая дама», «Травиата», «Лакмэ», «Самсон и Далила», «Риголетто», «Дубровский», балеты «Спящая красавица», «Шехерезада», «Испанское каприччио». Всего было дано 57 спектаклей, на которых присутствовали более 100 тысяч зрителей. В июне того же года театр гастролировал в Ярославле.
В сезоне 1937—1938 годов в театр вернулся А. Э. Маргулян, заняв должность художественного руководителя театра. Он следующим образом обозначал задачи, предстоящие перед театром: «Мы будем стремиться к успешному воплощению на нашей сцене метода социалистического реализма, к политической заостренности спектаклей, подлинной народности оперного зрелища. (…) Мы будем стремиться к созданию спектакля, в котором должны хорошо сочетаться работа артистов, дирижёра, режиссёра, художника-оформителя.». В сезоне были заняты дирижёр Л. М. Брагинский, режиссёр-постановщик Л. В. Баратов, балетмейстер С. Н. Сергеев, концертмейстер Э. Я. Азерьер, художники Б. А. Матрунин, Н. А. Ушин, В. А. Людмилин (дебютировал в опере «Самсон и Далила»), артисты Д. С. Аграновский, А. П. Месняев, А. В. Новиков, И. М. Горелов, А. А. Матвеев, А. В. Курочкин, В. А. Клишин, А. С. Фирсанов, В. Г. Ухов, Н. К. Столяров, Н. П. Савченко, А. В. Дольский, С. Р. Колбин, П. Д. Уралов, Б. К. Дементьев, С. А. Юшков, Воронин, Редикульцев, Гудилин, О. И. Егорова, О. В. Колодуб, М. Р. Глазунова, Е. А. Скибина, Е. И. Коренева, Д. Я. Пантофель-Нечецкая, Белоусова, Александрова, артисты балета О. Н. Сталинский, В. А. Преображенский, П. Н. Иванов, Константин В. Зуйков, Б. Лукин, А. Н. Вронская, В. А. Переяславец, В. В. Фаэрбах, И. Л. Герман, Ю. П. Ковалёв, хормейстер А. А. Бельский. Знаковым событием сезона стала постановка новой оперы И. И. Дзержинского «Поднятая целина» (дирижёр Л. М. Брагинский, режиссёр Л. В. Баратов, художник Б. А. Матрунин), премьера которой состоялась 5 ноября 1937 года. В завершении сезона, 12 апреля 1938 года, состоялась премьера оперы О. Чишко «Броненосец Потемкин».
В мае-июле 1938 года театр гастролировал в Ростове-на-Дону и Воронеже, где были даны 110 спектаклей. Особенно теплый прием был оказан операм «Броненосец Потемкин», «Царская невеста» и балету «Бахчисарайский фонтан».
В сезоне 1938—1939 годов в театре работали художественный руководитель А. Э. Маргулян, дирижёры Л. М. Брагинский, А. А. Людмилин, А. Д. Шморгонер, режиссёры-постановщики Л. В. Баратов, И. И. Келлер, А. А. Колосов, К. И. Андронников, балетмейстеры П. К. Йоркин, Я. В. Романовский, художники А. М. Мазанов, А. И. Константиновский, Н. А. Ушин, А. А. Кузьмин, Л. Г. Носов, А. В. Дубровин, артисты Д. С. Аграновский, А. П. Месняев, А. В. Новиков (выступал также как постановщик оперы «Демон»), В. Г. Ухов, А. В. Курочкин, В. А. Клишин, Н. К. Столяров, Н. П. Савченко, А. В. Дольский, Н. Г. Топчий, С. Р. Колбин, К. К. Трифонов, А. Н. Покровский, П. Н. Иванов, А. С. Фирсанов, А. Л. Брайнин, П. Д. Уралов, П. Г. Щербина, Б. А. Шеломенцев, Абрамов, Мельников, А. С. Вальднер, В. П. Руновский, З. И. Садовская, О. В. Колодуб, М. Р. Глазунова, Н. И. Киселевская, Д. Я. Пантофель-Нечецкая, З. И. Михайлова, Андреева, Бенисевич, Бойко, Н. Ф. Щегольков, Петрова, Гривцова, Шеховцева, В. Г. Сулима, Л. В. Лубенцова, М. М. Белоусова-Бернер, Степанова, Т. Е. Хейфец, К. А. Кузьмичёва, В. А. Преображенский, В. И. Шелков, В. В. Фаэрбах, В. И. Наумкин, хормейстер С. К. Глаудан. Среди премьер театра — опера «Демон» (29 января 1939 года), балет «Кавказский пленник» (11 февраля 1939 года), опера «Борис Годунов» (19 апреля 1939 года).
27 апреля 1939 года прошло торжественное чествование 25-летия со дня основания театра. В честь юбилея 54 лучших работника театра были награждены грамотами Свердловского облисполкома. В своем выступлении на юбилее директор театра Ю. М. Бернер отметил крепкий спаянный коллектив, в основе которого ветераны сцены художественный руководитель и дирижёр театра, народный артист УССР А. Э. Маргулян, дирижёры заслуженный артист УССР Л. М. Брагинский, А. А. Людмилин, А. Д. Шморгонер, режиссёры-постановщики Л. В. Баратов, И. И. Келлер, А. А. Колосов, концертмейстеры Э. Я. Азерьер, Н. А. Беренова, М. Б. Петрушанский (работал в театре с 1925 года), балетмейстер Я. В. Романовский, артисты заслуженный деятель искусств РСФСР В. Г. Ухов, заслуженные артисты Д. С. Аграновский, А. В. Новиков, А. П. Месняев, артисты Ф. Е. Деранкова, А. В. Курочкин, В. А. Клишин, А. Л. Брайнин, артисты оркестра заслуженные артисты М. И. Лидский и Г. Я. Гранат, артисты Умнова, Л. Е. Мовшович, М. И. Виткин, Шрадер, Р. В. Мазыкин (работал в театре с 1919 года). Отдельно директором театра были отмечены молодые артисты, которые быстро и успешно овладевали художественным мастерством. Среди них — О. В. Колодуб, Н. И. Киселевская, Н. П. Савченко, М. Р. Глазунова, А. Н. Вронская, В. И. Наумкин, К. А. Кузьмичёва, В. И. Шелков, В. В. Крапивина, А. С. Фирсанов, Д. Я. Пантофель-Нечецкая, В. П. Руновский, М. Г. Коломенский, П. Н. Иванов, А. В. Дольский, П. Г. Щербина, Л. В. Лубенцова, Л. А. Фомина, З. И. Михайлова, Н. Ф. Щегольков, К. К. Трифонов, М. М. Белоусова-Бернер, В. Г. Сулима, Шеховцева.
По окончании сезона 1938—1939 театр выехал на гастроли в Ростов-на-Дону (июнь-июль), где дал 70 спектаклей. Затем, по 6 августа 1939 года артисты работали в Краснодаре.
В сезоне 1939—1940 годов в театре работали главный дирижёр А. Э. Маргулян, дирижёры А. А. Людмилин, А. Д. Шморгонер, режиссёры И. И. Келлер, Б. М. Кушнир, А. А. Колосов, балетмейстер В. А. Кононович, художники Н. А. Коровин, И. Н. Вускович, Н. А. Ушин, артисты Д. С. Аграновский, А. П. Месняев, А. В. Новиков, В. Г. Ухов, Н. Ф. Щегольков, А. С. Фирсанов, М. Г. Коломенский, К. К. Трифонов, П. Г. Щербина, Н. А. Щадин, Г. И. Терентьев, Н. Н. Сердобов, И. М. Вигасин, Н. К. Столяров, А. В. Дольский, В. А. Клишин, С. А. Юшков, Поздняков, П. Д. Уралов, Б. А. Шеломенцев, А. С. Вальднер, Кутепов, О. В. Колодуб, М. Р. Глазунова, Н. И. Киселевская, Л. В. Лубенцова, М. М. Белоусова-Бернер, З. И. Садовская, Д. Я. Пантофель-Нечецкая, З. В. Щелокова, Л. А. Фомина, А. С. Летемина, З. И. Михайлова, Т. Е. Хейфец, артисты балета Н. Ф. Млодзинская, Г. И. Цвыбак, В. И. Наумкин, Борис Я. Фиамский, О. Н. Князева, Ефремова, В. В. Крапивина, Андреева, Леонова, хормейстер А. В. Преображенский (работал хормейстером в театре 1939—1948 гг.). 27 января 1940 года прошла премьера балета «Раймонда». По окончании сезона июнь-июль театр провел на гастролях в Челябинске, Магнитогорске и Златоусте.
В сезоне 1940—1941 годов в театре работали художественный руководитель и главный дирижёр А. Э. Маргулян, дирижёры А. А. Людмилин, А. Д. Шморгонер, режиссёры И. И. Келлер, Б. М. Кушнир, А. А. Колосов, режиссёр-ассистент Ф. Е. Деранкова, балетмейстеры В. А. Кононович, В. И. Наумкин, художники В. А. Людмилин, А. Б. Дулевский, концертмейстеры Э. Я. Азерьер и Н. А. Беренова, артисты Д. С. Аграновский, А. П. Месняев, А. В. Новиков, В. Г. Ухов, Н. Ф. Щегольков, И. М. Вигасин, Н. А. Щадин, С. А. Юшков, П. Д. Уралов, С. Р. Колбин, А. Е. Алмазов, А. Г. Михеев, В. З. Славиковский, Г. И. Терентьев, А. С. Фирсанов, Н. Н. Сердобов, Н. К. Столяров, А. В. Курочкин, В. А. Клишин, А. С. Вальднер, Габаев, П. Г. Щербина, Л. А. Невлер, Б. А. Шеломенцев, О. В. Колодуб, М. Р. Глазунова, Н. И. Киселевская, З. И. Садовская, П. Н. Ефремова, В. А. Бутакова, М. А. Китаева, Е. П. Володина, О. М. Маненкова, З. Г. Борисова, М. Н. Татарникова, З. В. Щелокова, М. М. Белоусова, Л. В. Лубенцова, З. И. Михайлова, О. И. Егорова, артисты балета А. Н. Вронская, Н. Ф. Млодзинская, Г. И. Цвыбак, В. И. Наумкин, К. А. Кузьмичёва, В. И. Шелков, В. В. Крапивина, О. Н. Князева, сестры Андреевы, Н. Ф. Орешкевич, Н. Н. Владимирова, Добровольская, Т. Корешкова, хормейстер А. В. Преображенский. В феврале 1941 года на гастролях в Свердловске находился заслуженный артист РСФСР Н. Н. Середа, принявший участие в операх «Евгений Онегин» и «Риголетто». 14 июня 1941 года в театре состоялась премьера первой постановки в стране балета Б. В. Асафьева «Суламифь» (режиссёр И. И. Келлер, балетмейстер В. А. Кононович, концертмейстер М. И. Лидский, художник В. А. Людмилин).
Сезон 1941—1942 годов был открыт 20 сентября 1941 года оперой «Иван Сусанин». На следующий день в газете «Уральский рабочий» была опубликована статья художественного руководителя театра А. Э. Маргуляна, где он отмечал, что большинство опер нового сезона будут «проникнуты чувством высокого патриотизма, написанные на героические, оборонные темы». Среди таковых он выделил «Вильгельм Телль», «Мадемуазель Фифи», «Фландрия», «Суворов», «Патриоты». Также в числе новых постановок театра — оперы «Майская ночь», «Отелло», «Гроза». В числе новых артистов труппы — заслуженный артист БССР И. М. Болотин (лирический тенор), Я. Х. Вутирас (баритон) (в театре — с июля 1941 года), М. Г. Кузнецова (меццо-сопрано), А. Литовский (лирический тенор), И. Шарыкина, О. В. Колодуб (вновь вернувшаяся). Также в театре работали дирижёр А. Д. Шморгонер, режиссёры И. И. Келлер, Б. М. Кушнир, А. А. Колосов, художники Н. А. Коровин, В. А. Людмилин, артисты Д. С. Аграновский, А. П. Месняев, А. В. Новиков, В. Г. Ухов, Н. Н. Сердобов, Н. А. Щадин, Н. К. Столяров, А. С. Фирсанов, И. М. Вигасин, Н. Ф. Щегольков, Н. В. Моисеенко, М. Р. Глазунова, Н. И. Киселевская, З. И. Садовская, М. Н. Татарникова, М. М. Белоусова, Л. А. Фомина, Л. В. Лубенцова, О. И. Егорова, артисты балета Н. Ф. Орешкевич, В. И. Наумкин, Н. Ф. Млодзинская, О. Н. Князева, К. А. Кузьмичёва, Засыпкина, Мартэн, хормейстер А. В. Преображенский. В октябре-ноябре 1941 года в театре прошли гастроли солистки ГАБТ Е. М. Боровской, принявшей участие в операх «Травиата», «Риголетто». В ноябре-декабре 1941 года также в театре гастролировали заслуженная артистка РСФСР Е. Д. Кругликова («Евгений Онегин»), Д. Я. Пантофель-Нечецкая (оперы «Риголетто», «Травиата», «Севильский цирюльник», «Лакме»). Последняя также выступала в январе 1942 года в операх «Ромео и Джульетта», «Травиата». 25 февраля 1942 года состоялась премьера оперы «Суворов». Театральный сезон продолжался до 13 июля 1942 года.
Сезон 1942—1943 годов открылся 1 ноября 1942 года постановкой оперы «Суворов». Должность директора вновь занял Б. С. Арканов. В состав труппы была принята Д. Я. Пантофель-Нечецкая. В театральных постановках были заняты художественный руководитель и дирижёр А. Э. Маргулян, дирижёры А. Г. Фридлендер, А. Д. Шморгонер, режиссёры И. И. Келлер, А. А. Колосов, художники Б. А. Матрунин, В. А. Людмилин, В. В. Дмитриев, балетмейстеры В. А. Кононович, К. А. Муллер, артисты Д. С. Аграновский, А. П. Месняев, А. В. Новиков, В. Г. Ухов, Н. Н. Сердобов, Н. Ф. Щегольков, А. С. Фирсанов, И. М. Вигасин, А. Г. Азрикан, В. А. Бельский, Я. Х. Вутирас, Г. М. Зелюк (в театре — с весны 1943 года), Л. С. Маев, Н. А. Щадин, А. В. Дольский, В. П. Ведерников, М. Р. Глазунова, З. И. Садовская, М. Г. Кузнецова, М. Н. Татарникова, Н. И. Киселевская, В. В. Караваева, В. Я. Тарабрина, Л. В. Лубенцова, М. М. Белоусова, В. И. Борисенко, артисты балета Н. Ф. Млодзинская, А. Н. Вронская, О. Н. Князева, В. И. Наумкин, Н. Ф. Орешкевич, К. А. Кузьмичёва, Т. Корешкова, Б. Шишков, В. В. Крапивина, Е. А. Николаева, Л. И. Андреева, Т. Г. Караваева, Н. Н. Владимирова, Е. Г. Круглова, Леонид С. Дубанин, хормейстер А. В. Преображенский. 27 октября 1942 года Указом Президиума Верховного Совета РСФСР звание заслуженного артиста РСФСР было присвоено А. Э. Маргуляну, а 13 ноября 1942 года, «за выдающиеся заслуги в области искусства», — солистке театра О. В. Колодуб.
Перед сезоном 1943—1944 годов в труппу театра вошли артисты А. П. Выспрева (лирико-драматическое сопрано, однако фактически дебютировала в театре 11 марта 1944 года), Н. К. Даутов (лирический тенор), солисты балета В. И. Каминская, М. С. Боголюбская и Ю. Ф. Гофман. В театральных постановках были заняты художественный руководитель и дирижёр А. Э. Маргулян, дирижёры А. Г. Фридлендер, А. Д. Шморгонер, А. А. Людмилин, заслуженный артист Казахской ССР Н. А. Шкаровский (в театре — с марта 1944 года), режиссёры И. И. Келлер, Б. М. Кушнир, М. П. Стефанович (постановщик оперы «Пиковая дама»), Н. М. Уланова (ассистент постановщика), художники В. А. Людмилин, Б. А. Матрунин, хормейстер А. В. Преображенский, артисты А. Г. Азрикан, Д. С. Аграновский, Н. Ф. Щегольков, А. П. Месняев, В. Г. Ухов, Н. Н. Сердобов, А. В. Курочкин, И. М. Вигасин, А. В. Дольский, М. Р. Глазунова, Л. В. Лубенцова, В. Я. Тарабрина, В. В. Воробьёва, О. И. Егорова, З. И. Садовская, Г. М. Быховская, М. М. Белоусова, М. Г. Кузнецова, В. И. Борисенко, артисты балета Н. А. Федорова, Т. Г. Караваева, К. А. Муллер (он же балетмейстер), К. А. Кузьмичёва, Н. Ф. Орешкевич, Н. Ф. Млодзинская, В. И. Шелков, Е. А. Николаева, К. А. Федоров, З. Д. Холмова. В ноябре-декабре 1943 года в театре прошли гастроли народного артиста СССР, лауреата Сталинской премии А. Пирогова, который выступил в операх «Русалка», «Севильский цирюльник», «Князь Игорь», «Псковитянка», «Борис Годунов». 9 февраля 1944 года «за выдающиеся в области театрального искусства, в связи с 100-летием существования театра в городе Свердловске» почётное звание народного артиста РСФСР было присвоено художественному руководителю и главному дирижёру театра А. Э. Маргуляну, звания заслуженных артистов РСФСР — солистам М. Р. Глазуновой и Н. Ф. Щеголькову. В марте 1944 года был показан балет «Гаянэ», в котором приняли участие специально приглашенные артисты Н. М. Дудинская, С. С. Каплан, Р. А. Славянинов.
Сезон 1944—1945 годов стартовал 7 ноября 1944 года оперой «Князь Игорь». В театральных постановках были заняты художественный руководитель и дирижёр А. Э. Маргулян, дирижёры Н. А. Шкаровский, А. Д. Шморгонер, режиссёры А. А. Колосов, Б. М. Кушнир, Е. А. Брилль (постановщик оперы «Отелло»), балетмейстер К. А. Муллер, концертмейстеры Э. Я. Азерьер, Н. А. Беренова и Н. А. Ушакова, хормейстер А. В. Преображенский, художники Н. В. Ситников, А. А. Кузьмин (оформление оперы «Отелло»), артисты А. С. Пирогов (приглашён в труппу в январе 1945 года), А. Г. Азрикан, А. В. Новиков, Я. Х. Вутирас, В. Г. Ухов, А. В. Курочкин, А. С. Фирсанов, Н. А. Щадин, П. Д. Уралов, Н. К. Столяров, И. М. Вигасин, Н. К. Даутов, А. В. Дольский, Г. М. Зелюк, С. А. Юшков, В. А. Клишин, Н. А. Бакакин, О. И. Егорова, З. И. Садовская, Л. В. Лубенцова, Г. М. Быховская, М. Г. Кузнецова, Н. И. Киселевская, В. Я. Тарабрина, Л. А. Фомина, В. А. Бутакова, О. Логинова, артисты балета К. Г. Черменская (прима-балерина) (дебютировала 26 ноября 1944 года в балете «Лебединое озеро»), Н. А. Федорова, Т. Г. Караваева, К. А. Кузьмичёва, Нелидова, Н. Ф. Орешкевич, Скорынин. 21 апреля 1945 года состоялась премьера оперы «Отелло».
Всего в 1941—1945 годах в театре были поставлены 26 опер и балетов, дано более 4000 спектаклей. Среди постановок выделялись опера С. Н. Василенко «Суворов» (дирижёр А. Э. Маргулян, режиссёр Б. М. Кушнир, художник В. А. Людмилин) с Н. Н. Сердобовым в роли полководца А. В. Суворова, «Гроза» В. Н. Трамбицкого (дирижёр А. Д. Шморгонер, режиссёр И. И. Келлер) с О. И. Егоровой в образе Катерины, Н. Ф. Щегольковым (Тихон), Я. Х. Вутирас и Н. Н. Сердобовым (Кудряш). Заметным явлением стала опера М. В. Коваля «Емельян Пугачев» (дирижер А. Э. Маргулян, хормейстер А. В. Преображенский, специально приглашенные режиссёр Л. В. Баратов, художник Ф. Ф. Федоровский и балетмейстер А. В. Лопухов (совм. с К. А. Муллером)), которая была сильна прежде всего народно-хоровыми сценами. Солистами в постановке были Н. Ф. Щегольков (Пугачев), А. В. Дольский (Хлопуша), М. М. Белоусова (Устинья). К 100-летию композитора Н. А. Римского-Корсакова в 1944 году в репертуаре театра к операм «Царская невеста» и «Майская ночь» добавились ещё и «Псковитянка» в постановке Б. М. Кушнира, где особенно выделялся в партии Ивана Грозного А. В. Новиков, а затем «Снегурочка». В апреле 1945 года в театре была поставлена опера Дж. Верди «Отелло», в которой каждый из занятых артистов сумели с лучшей стороны проявить себя — А. Г. Азрикан в роли Отелло, Н. И. Киселевская в роли Дездемоны, Н. А. Щадин в роли Яго. Именно данный спектакль был удостоен Сталинской премии в 1946 году. Примерами роста собственных кадров театра могли служить следующие артисты оперы — В. Я. Тарабрина, В. А. Бутакова, Э. А. Шмаукстель.
Балетные спектакли в самом начале войны, в связи с мобилизацией мужчин, временно прекратились. Но уже летом 1942 года театр смог осуществить новую постановку «Лебединого озера» (балетмейстер В. А. Кононович). Но более заметными стали балеты «Гаянэ» (перенос пермской постановки Театра им. Кирова, осуществлённый Н. А. Анисимовой в 1943 году, дирижёр А. Г. Фридлендер, художник Б. А. Матрунин) и первый уральский балет «Каменный цветок» свердловского композитора А. Г. Фридлендера (балетмейстер К. А. Муллер, художник В. А. Людмилин, либреттист И. И. Келлер) премьерный показ — 5 августа 1944 года), в котором в образе Катерины выделялась К. А. Кузьмичёва. Также среди поставленных балетов — «Конёк-Горбунок» (1943, балетмейстеры В. А. Кононович и К. А. Муллер), «Тщетная предосторожность» (1944, балетмейстер В. А. Кононович), «Корсар» (1944, балетмейстер В. А. Кононович), «Испанское каприччио» (1944, балетмейстер Г. И. Цвыбак), «Жизель» (1945, балетмейстер Нина А. Фёдорова). Среди заметных артистов балета в 1940-е годы были Н. Ф. Млодзинская, К. Г. Черменская, В. А. Преображенский, В. И. Наумкин, Н. Ф. Орешкевич, Т. Г. Караваева, О. Н. Князева, И. А. Андреев, Н. Н. Владимирова, В. И. Шелков, Е. Г. Круглова.
Ряд артистов и работников театра воевали на фронте — так, артист оркестра Виктор Семёнович Тимофеев был награждён орденом Красной Звезды. В составе фронтовых бригад принимали участие 36 человек, проведено 4 тысячи концертов. Театром дано спектаклей в фонд обороны 56, общая сумма сборов — 1,606 млн рублей, на собранные средства были построены и переданы УДТК три самоходные артустановки.
В первом послевоенном сезоне 1945—1946 годов театром поставлены 26 спектаклей, в том числе 5 новых своих работ — оперы «Риголетто», «Травиата», «Княжна Мэри», «Фауст», балет «Арлекинада» (1945, балетмейстер В. А. Кононович). Открылся сезон 6 октября оперой «Князь Игорь». Перед новым сезоном театр возглавил П. К. Маргалик. В театральных постановках были заняты художественный руководитель и дирижёр А. Э. Маргулян, дирижёры А. Г. Фридлендер, Н. А. Шкаровский, А. Д. Шморгонер, режиссёры Б. М. Кушнир, А. А. Колосов, балетмейстеры В. А. Кононович, К. А. Муллер, художники В. А. Людмилин, Н. В. Ситников, артисты А. В. Новиков, Я. Х. Вутирас, В. Г. Ухов, А. С. Фирсанов, Н. А. Щадин, И. М. Вигасин, А. В. Дольский, Г. М. Зелюк, С. А. Юшков, В. П. Ведерников, Н. К. Даутов, Н. К. Столяров, С. Р. Колбин, Н. А. Бакакин, А. И. Экало, М. Р. Глазунова, Н. И. Киселевская, В. Я. Тарабрина, А. П. Выспрева, О. И. Егорова, В. В. Воробьёва, М. Н. Татарникова, М. М. Белоусова, М. Г. Кузнецова, Л. А. Логинова, З. И. Садовская, В. А. Бутакова, Э. А. Шмаукстель, артисты балета К. Г. Черменская, К. А. Кузьмичёва, Т. Г. Караваева, Н. Ф. Млодзинская, К. А. Муллер, Н. Ф. Орешкевич, В. И. Наумкин, В. И. Шелков, Е. Г. Круглова, В. В. Крапивина, Т. Корешкова, З. Галеева, З. Грачева, М. Подбельская, Л. Герасименко, В. Засыпкина, Л. И. Андреева, Н. Ф. Орешкевич, К. А. Муллер, Н. Никоноров, К. А. Федоров, С. П. Демьяненко, Б. Шишков, Е. Глинский, Л. С. Дубанин, Н. И. Могунов, М. Абрамов, Е. Николаев, хормейстер Л. М. Рюмин. В труппу были приняты молодые артисты Ильин, Иванов, А. И. Орлова. В 1946 году в театр пришла работать будущая заслуженная артистка РСФСР В. А. Китаева (выступала в театре до 1956 года), а также А. П. Равковская. В конце июня 1946 года Сталинская премия второй степени в размере 50 тысяч рублей за выдающуюся работу в области оперного искусства за 1945 год был присуждена А. Э. Маргуляну, А. В. Преображенскому, А. Г. Азрикану, Н. И. Киселевской, Е. А. Бриллю за спектакль «Отелло».
В сезоне 1946—1947 годов в театре работали художественный руководитель и дирижёр А. Э. Маргулян, дирижёры Э. И. Красовицкий (работал с 1946 до 1972 год), Н. А. Шкаровский, А. Д. Шморгонер, режиссёры Б. М. Кушнир, Л. В. Баратов, А. А. Колосов, художественный руководитель балета и главный балетмейстер К. Я. Голейзовский (приглашен перед началом сезона), балетмейстеры В. Беликов (участвовал в постановке оперы «Черевички»), Г. И. Цвыбак, С. Н. Сергеев, концертмейстеры Э. Я. Азерьер, Н. А. Беренова и Н. А. Ушакова, художники В. А. Людмилин, Б. А. Матрунин, Н. В. Ситников, А. А. Кузьмин, артисты А. Г. Азрикан, А. В. Новиков, Я. Х. Вутирас, В. П. Ведерников, И. М. Вигасин, Н. К. Даутов, Г. М. Зелюк, А. А. Большаков, С. А. Юшков, С. Р. Колбин, С. Д. Осколков, Ф. А. Галкин, М. А. Абрамов, Н. А. Бакакин, Т. Т. Журавлев, В. А. Клишин, Н. А. Щадин, К. К. Иванов, В. Г. Ухов, Б. Н. Цекиновский, Н. А. Коренченко, В. В. Воробьёва, М. Р. Глазунова, Н. И. Киселевская, В. Я. Тарабрина, О. И. Егорова, В. А. Китаева, Т. Г. Смагина, А. Рутковская, Д. И. Борщевская, З. И. Михайлова, М. М. Белоусова, В. А. Бутакова, А. И. Орлова, артисты балета К. Г. Черменская, К. А. Кузьмичёва, Н. Ф. Млодзинская, Н. Ф. Орешкевич, В. И. Наумкин, В. И. Шелков, К. П. Тарасов, Н. Никоноров, Г. Гальперина, хормейстеры А. В. Преображенский, Л. М. Рюмин. Вместе с тем театр подвергся критике руководящих театральных органов за отсутствие в своем репертуаре произведений советских и уральских композиторов. 9 мая 1947 года состоялась премьера оперы М. Коваля «Севастопольцы».
В сезоне 1947—1948 годов в театре работали художественный руководитель и дирижёр А. Э. Маргулян, дирижёр Э. И. Красовицкий, балетмейстер К. А. Муллер, художник В. А. Людмилин, концертмейстеры Н. А. Беренова, Н. А. Ушакова, солисты А. Г. Азрикан, Я. Х. Вутирас, Н. К. Даутов, Г. М. Зелюк, С. Д. Осколков, Н. А. Бакакин, В. Г. Ухов, Н. А. Коренченко, М. Р. Глазунова, Н. И. Киселевская, Н. Е. Квасница, М. И. Козловская, В. В. Воробьёва, артисты балета К. Г. Черменская, К. А. Кузьмичёва, Н. Ф. Млодзинская, Н. Ф. Орешкевич, В. И. Наумкин, Л. С. Дубанин, И. А. Андреев, К. И. Алексеева, Т. И. Корешкова, Е. А. Николаева, Л. И. Андреева, В. И. Андреева, В. В. Крапивина. 8 апреля 1948 года Указом Президиума Верховного Совета РСФСР «за выдающиеся заслуги в области советского искусства» почетные звания заслуженных артистов РСФСР были присвоены трём артистам театра — О. И. Егоровой, Н. И. Ивановой-Киселевской, А. С. Фирсанову. По окончании зимнего сезона в июне 1948 года две труппы театра выехали на гастроли — одна в Омск и Кузбасс, вторая — в Нижний Тагил, Омск, Челябинск.
В 1940—1950-е годы наряду с классикой идут балеты современных композиторов: «Доктор Айболит» И. В. Морозова (1948, балетмейстер М. Ф. Моисеев), «Фадетта» (1949, балетмейстер В. И. Наумкин), «Пламя Парижа» (1950, балетмейстер Г. И. Давиташвили), «Берег счастья» (1952, балетмейстер М. М. Газиев), «Левша» Б. А. Александрова (1954, балетмейстер Я. В. Романовский) и «Бесприданница» А. Г. Фридлендера (1958, балетмейстер Г. И. Язвинский, оба — первая постановка). Ведущие танцовщики: С. Л. Тарановская, Н. И. Меновщикова, Ч. К. Жебраускас, В. И. Круглов.
Художественный руководитель и главный дирижёр театра с 1948 года — С. С. Бергольц. Главный режиссёр театра в сезоне 1948—1949 годов — И. Н. Просторов. Дирижёр театра в 1947—1957 годах — В. В. Великанов (ранее работал в театре в 1936 году). В сезоне 1948—1949 годов театре работали дирижёры Н. А. Шкаровский, Э. И. Красовицкий, А. Э. Маргулян, режиссёр А. А. Колосов, художники В. А. Людмилин, Н. В. Ситников, концертмейстер Н. А. Беренова, артисты А. В. Новиков, Я. Х. Вутирас, Н. К. Даутов, И. М. Вигасин, Г. М. Зелюк, С. Д. Осколков, С. А. Юшков, В. П. Ведерников, А. В. Курочкин, А. А. Большаков, Н. К. Столяров, Н. А. Коренченко, А. И. Экало, М. Р. Глазунова, Н. И. Киселевская, В. А. Китаева, М. В. Кочешкова, Н. Е. Квасница, М. И. Козловская, З. И. Михайлова, М. М. Белоусова, В. В. Воробьёва, артисты балета К. Г. Черменская, К. А. Кузьмичёва, В. И. Наумкин (он же был балетмейстером в отдельных постановках), Т. И. Корешкова, В. В. Крапивина, Л. С. Дубанин, В. И. Андреева, Л. И. Андреева, Н. И. Могунов, В. И. Шелков, К. А. Федоров, К. П. Тарасов, Е. А. Николаева, Н. Н. Владимирова, И. Шильдер, С. Л. Тарановская, Л. Герасименко, Н. Иванова, З. Грекова, Н. Невинская, Э. Круглова, С. Сушкина, хормейстер Л. М. Рюмин.
В сезоне 1949—1950 годов для постановок в театре были приглашены режиссёр-постановщик Малого академического государственного оперного театра Э. Каплан, режиссёр Л. Д. Ротбаум, балетмейстер Г. И. Давиташвили (поставил балет «Пламя Парижа»). В состав труппы были приняты Н. Ламанская (сопрано), А. Ильин, В. Кровельщиков (оба — теноры). В постановках были заняты художественный руководитель и главный дирижёр театра С. С. Бергольц, дирижёры Э. И. Красовицкий, А. Э. Маргулян, режиссёры А. А. Колосов, И. Н. Просторов, Е. А. Брилль (постановщик оперы «Борис Годунов»), художники Н. В. Ситников, Н. А. Ушин, В. А. Людмилин, балетмейстер В. И. Наумкин, солисты А. В. Новиков, Я. Х. Вутирас, Н. К. Даутов, И. М. Вигасин, Г. М. Зелюк, С. А. Юшков, В. П. Ведерников, С. Д. Осколков, А. В. Курочкин, Н. А. Коренченко, А. А. Большаков, А. И. Экало, М. Р. Глазунова, В. А. Китаева, Н. Е. Квасница, М. М. Белоусова, В. А. Бутакова, В. Я. Тарабрина, В. В. Воробьёва, М. И. Козловская, артисты балета К. Г. Черменская, К. А. Кузьмичёва, В. И. Наумкин, Т. И. Корешкова, В. В. Крапивина, Н. И. Могунов, С. Л. Тарановская, И. А. Андреев, Л. С. Дубанин, В. И. Шелков, И. Шильдер, Р. Алексеева, Н. Невоструева, Э. Круглова, хормейстер Л. М. Рюмин. Среди новых постановок театра — балет «Фадетта» (премьера 27 ноября 1949 года).
Перед началом сезона 1950—1951 годов коллектив театра гастролировал в Днепропетровске, Симферополе, Евпатории, Ялте и Севастополе. В театральных постановках сезона участвовали художественный руководитель и главный дирижёр театра С. С. Бергольц, режиссёры Л. Д. Ротбаум, А. А. Колосов, дирижёры Э. И. Красовицкий, В. В. Великанов, А. Д. Шморгонер, балетмейстеры В. И. Наумкин, М. Л. Сатуновский, художники В. А. Людмилин, А. А. Кузьмин (оформление оперы «Семья Тараса»), Е. Криванская (оформление оперы «Проданная невеста»), артисты А. В. Новиков, Я. Х. Вутирас, Г. М. Зелюк, В. А. Клишин, Н. А. Щадин, Н. А. Бакакин, Н. А. Коренченко, А. В. Курочкин, Н. К. Столяров, С. Д. Осколков, А. Ильин, А. Никитин, М. Р. Глазунова, В. В. Воробьёва, Э. А. Шмаукстель, М. М. Белоусова, Л. Белоусова, А. П. Равковская, А. Талышева, артисты балета К. Г. Черменская, В. И. Шелков, хормейстер Л. М. Рюмин.
В сезоне 1951—1952 годов балетмейстером театра был М. Л. Сатуновский, среди постановок которого был балет «Бахчисарайский фонтан», где выделялись артисты Н. И. Могунов, К. Г. Черменская, К. А. Кузьмичёва, Ч. К. Жебраускас, Е. Безгин. Также в театральных постановках были задействованы дирижёры Э. И. Красовицкий, В. В. Великанов, режиссёры А. А. Колосов, художники В. А. Людмилин, Н. В. Ситников, А. А. Кузьмин, М. С. Улановский, артисты А. В. Новиков, Н. А. Бакакин, заслуженный артист Татарской АССР А. М. Пустоветов, А. Болдырев, А. Никитин, М. Р. Глазунова, В. Я. Тарабрина, Н. Е. Квасница, В. В. Воробьёва, артисты балета И. Шильдер, С. Судакова, Е. Архипова, С. Л. Тарановская, В. В. Крапивина, В. И. Наумкин.
В репертуаре театра появлялись оперы советских авторов, написанных в жанре соцреализма. В сезоне 1952—1953 была поставлена опера Т. Хренникова «В бурю» (дирижёр В. В. Великанов, режиссёр Н. И. Баранцева, художник В. А. Людмилин, хормейстер Л. М. Рюмин), в которой были заняты артисты А. И. Экало, Н. Е. Квасница, В. Нестягина, Н. К. Даутов, А. Ильин, А. П. Бондарев, А. Болдырев, М. Р. Глазунова, М. М. Белоусова, Н. А. Бакакин, А. М. Пустоветов, А. Талышева, артист Свердловского драмтеатра Н. С. Чукин в роли В. И. Ленина. Также в театральных постановках были задействованы художественный руководитель и главный дирижёр театра С. С. Бергольц, балетмейстер В. И. Наумкин, артисты А. В. Новиков, А. П. Равковская, М. И. Козловская.
В сезоне 1953—1954 годов заново была поставлена опера «Евгений Онегин» (дирижёр А. Д. Шморгонер, режиссёр Б. М. Кушнир, художник Н. В. Ситников), в главных ролях которой были заняты В. М. Нестягина, Я. Х. Вутирас, Н. К. Даутов, М. И. Козловская, В. В. Воробьёва. Также в театральных постановках были задействованы балетмейстер Я. Романовский, артисты А. В. Новиков, С. Д. Осколков, Г. М. Зелюк, А. И. Экало, А. П. Бондарев, Б. Т. Штоколов, Н. А. Коренченко, А. М. Пустоветов, М. Сергеев, В. А. Шкарин, А. П. Равковская, Л. В. Склизкова, Л. Крупеня, Ю. Постникова. Также была поставлена новая опера «Богдан Хмельницкий» (дирижёр А. Д. Шморгонер, режиссёр М. Л. Минский, художник В. А. Людмилин, хормейстер Л. М. Рюмин). 1 июля 1954 года Указом Президиума Верховного Совета РСФСР «за большие заслуги в области советского театрального искусства» звание заслуженного артиста РСФСР было присвоено Я. Х. Вутирасу, Н. К. Даутову, В. А. Китаевой, К. Г. Черменской.
В сезоне 1954—1955 годов был поставлен новый балет «Левша» (дирижёр Э. И. Красовицкий, балетмейстер Я. Романовский, художник В. Кноблок), в главных ролях которого были заняты Ч. К. Жебраускас, Е. Безгин, Н. И. Могунов, В. И. Наумкин, К. Г. Черменская, С. Л. Тарановская, И. Шильдер, С. Сушкина, Т. Самсонова. Среди новых опер — спектакль «Таня» (дирижёр А. Д. Шморгонер, режиссёр Н. Баранцева, хормейстер М. Брагинская, художник А. А. Кузьмин), в котором участвовали артисты В. М. Нестягина, И. К. Архипова, Н. К. Даутов, Г. М. Зелюк, И. П. Семёнов, Я. Х. Вутирас, Э. А. Шмаукстель, М. М. Белоусова. 1 ноября 1954 года в опере Н. А. Римского-Корсакова в опере «Царская невеста» в театре дебютировала будущая народная артистка СССР И. К. Архипова (проработала на сцене театра 2 сезона). Также в театральных постановках были задействованы артисты А. П. Бондарев, А. П. Равковская, Л. В. Склизкова, М. Р. Глазунова, В. В. Воробьёва.
В сезоне 1955—1956 годов состоялась премьера оперы «Охоня» композитора Г. Н. Белоглазова, посвященная труду уральских рабочих (дирижёр А. А. Людмилин, режиссёр А. А. Колосов, художник В. А. Людмилин, хормейстер Л. Л. Дитко). В спектакле играли Б. Т. Штоколов, А. М. Пустоветов, И. П. Семёнов, С. Д. Осколков, И. И. Субботин (1-й сезон в театре), А. М. Бельмесов (1-й сезон в театре), Н. Е. Квасница, В. В. Воробьёва, А. Белоусова. Также была поставлена новая опера «Симон Бокканегра» (дирижёр А. А. Людмилин, режиссёр М. Л. Минский, художник В. А. Людмилин, хормейстер Л. Л. Дитко), где играли Я. Х. Вутирас, И. П. Семёнов, А. И. Экало, Б. Т. Штоколов, И. И. Субботин, В. М. Нестягина и балет «Корсар» (дирижёр Э. И. Красовицкий, балетмейстер Н. Гришина, художник В. А. Людмилин), где были заняты артисты Ч. К. Жебраускас, Е. Безгин, К. Г. Черменская, В. И. Наумкин, Н. И. Могунов, А. Березовская, Юдина, Т. И. Корешкова, С. Сушкина, И. Шильдер. Также в театральных постановках были задействованы дирижёр В. В. Великанов, артисты Г. В. Деомидова, М. Р. Глазунова, С. Л. Тарановская, В. С. Терехов (1-й сезон в театре), А. П. Бондарев, Н. А. Коренченко, М. Таубе, Е. А. Мазуркевич, Л. Э. Краснопольская, Л. Т. Коновалова, Е. В. Алтухова (последние трое — 1-й сезон в театре). По итогам сезона труппу театра покинули Э. А. Шмаукстель и Л. В. Склизкова. 29 апреля 1956 года Указом Президиума Верховного Совета РСФСР «за заслуги в области советского театрального искусства» были присвоены почётные звания заслуженного деятеля искусств РСФСР художнику театра В. А. Людмилину, заслуженного артиста РСФСР А. П. Бондареву, Г. М. Зелюку, Н. Е. Кваснице.
Перед сезоном 1956—1957 годов в театр были приняты главный балетмейстер Г. И. Язвинский, артисты балета В. И. Круглов, В. Гущина, С. Еремеев, солисты Г. Алексеева (лирико-драматическое сопрано), В. Генин (тенор), Я. Иванов (баритон), концертмейстер оркестра В. Городецкий. В сезоне были представлены такие новые постановки как:
1. опера «Аида» (в новой постановке) (дирижёр А. А. Людмилин, режиссёр Н. Баранцева, художник В. А. Людмилин, хормейстер Л. Л. Дитко, балетмейстер Г. И. Язвинский) с участием артистов Е. А. Мазуркевич, Н. Е. Квасницы, М. Р. Глазуновой, Е. В. Алтуховой, Г. М. Зелюка, И. П. Семёнова, А. И. Экало, С. Д. Осколкова, Г. Тимофеевой;
2. опера «Манон» (дирижёр А. Н. Волков, режиссёр А. А. Колосов, художник Н. В. Ситников), в которой были заняты Л. Т. Коновалова, В. С. Терехов, И. П. Семёнов, А. И. Экало, С. Д. Осколков, А. М. Пустоветов, В. П. Ведерников, К. Иванов, Я. В. Иванов;
3. балет «Щелкунчик», где впервые вышла на сцену будущая народная артистка СССР Н. И. Меновщикова.

По итогам сезона труппу театра покинули Н. К. Столяров и П. Д. Уралов.
В сезоне 1957—1958 годов были представлены:
1. вторая редакция оперы «Охоня» (дирижёр А. А. Людмилин, режиссёр А. А. Колосов, хормейстер Л. Л. Дитко, балетмейстер М. Таубе) с участием артистов Н. Е. Квасницы, И. П. Семёнова, А. М. Пустоветова, Б. Т. Штоколова, И. Н. Наволошникова, С. Д. Осколкова, И. И. Субботина, А. И. Экало;
2. балет «Лауренсия» (дирижёр А. А. Людмилин, художник В. А. Людмилин, балетмейстер Г. И. Язвинский), где участвовали К. Г. Черменская, В. И. Круглов, М. Таубе, С. Л. Тарановская, Н. И. Меновщикова, В. И. Наумкин, А. В. Новиков;
3. новая редакция оперы «Гроза» (28 декабря 1957 года) (дирижёр А. Н. Волков, режиссёр И. И. Келлер, художник Н. В. Ситников, хормейстер Л. М. Рюмин), в которой был заняты Г. Алексеева, И. И. Субботин, Г. Тимофеева, Я. Х. Вутирас, С. Д. Осколков, И. Н. Любинская, Б. Т. Штоколов, Н. Е. Квасница, А. Шмаукстель, И. П. Семёнов, Е. В. Алтухова, М. М. Белоусова, Г. Колмаков, И. Косов (1-й сезон в театре);
4. опера «Сельская честь» (дирижёр Э. И. Красовицкий, режиссёр Б. М. Кушнир, художник В. А. Людмилин, хормейстер М. Брагинская), в которой участвовали В. М. Нестягина, И. И. Субботин, Я. Х. Вутирас, М. М. Белоусова;
5. опера «Паяцы» (дирижёр Э. И. Красовицкий), в которой участвовали А. Болдырев, О. В. Кленов, Г. М. Зелюк, И. П. Семёнов, А. П. Бондарев, Л. Э. Краснопольская, Е. А. Мазуркевич;
6. балет «Бесприданница» (дирижёр А. Фридлендер, балетмейстер Г. И. Язвинский, художник Н. В. Ситников), в котором были заняты Ч. К. Жебраускас, С. Л. Тарановская, М. Таубе, В. И. Круглов, Н. И. Могунов, А. Березовская, Л. С. Дубанин.

Также в театральной труппе дебютировали М. И. Заика, Т. Волкова.
В июле-августе 1958 года состоялись первые послевоенные гастроли театра в Москве. Также состоялись гастроли в Сталинграде и Сочи.
Среди заметных постановок сезона 1958—1959 годов были:
1. опера «Пиковая дама» (дирижёр А. А. Людмилин, режиссёр М. Л. Минский, художник В. А. Людмилин, балетмейстер Г. И. Язвинский, хормейстер Л. М. Рюмин), в которой участвовали Г. М. Зелюк, В. М. Нестягина, М. Р. Глазунова, О. В. Кленов, Я. Х. Вутирас, И. П. Семёнов, Э. П. Светлова, Л. Э. Краснопольская;
2. опера «Борис Годунов» (дирижёр А. А. Людмилин, режиссёры М. Л. Минский и Б. М. Кушнир, художник Н. В. Ситников, главный хормейстер Л. М. Рюмин, хормейстеры Н. Волкова и К. А. Кисляков), где были заняты артисты И. П. Семёнов, Б. Т. Штоколов, Н. А. Коренченко, А. М. Пустоветов, А. И. Экало, И. Косов, И. И. Субботин, Г. Колмаков, Е. В. Алтухова, Э. П. Светлова, В. В. Воробьёва, М. Р. Глазунова, Л. Т. Коновалова, Р. Субботина, Я. Х. Вутирас, В. П. Ведерников, О. В. Кленов;
3. опера «Кармен» (дирижёр А. Н. Волков, режиссёр Н. К. Даутов, балетмейстер В. И. Наумкин, хормейстер Л. М. Рюмин, художник заслуженный деятель искусств Татарской АССР Э. Б. Гельмс), в которой участвовали Е. В. Алтухова, Э. П. Светлова, М. И. Заика, Л. Э. Краснопольская, Г. Алексеева, Е. А. Мазуркевич, Я. Х. Вутирас, И. П. Семёнов, О. В. Кленов, С. Д. Осколков, А. И. Экало.

Также в театральных постановках участвовала Аза Ф. Поставкина, В. Виноградов, Ю. Киселев.
6 ноября 1958 года Указом Президиума Верховного Совета РСФСР «за заслуги в области советского театрального искусства» были присвоены почётные звания народного артиста РСФСР солисту Я. Х. Вутирасу, главному дирижёру А. А. Людмилину, заслуженного деятеля искусств РСФСР главному хормейстеру Л. М. Рюмину, заслуженного артиста РСФСР Л. Т. Гореловой-Коноваловой, Ч. К. Жебраускасу, Е. В. Жидковой (Алтуховой), Н. И. Меновщиковой, В. М. Павловской (Нестягиной), И. П. Семёнову, И. И. Субботину, С. Л. Тарановской, Б. Т. Штоколову.
Среди заметных постановок сезона 1959—1960 годов были:
1. опера «Тоска» (дирижёр Э. И. Красовицкий, режиссёр Б. М. Кушнир, художник О. Маньков), в которой участвовали В. М. Нестягина, И. П. Семёнов, Я. Х. Вутирас, М. И. Заика, А. И. Экало;
2. опера «Тропою грома» (дирижёр А. А. Людмилин, режиссёры М. Л. Минский, хормейстер К. А. Кисляков, балетмейстер Г. И. Язвинский, художник А. А. Кузьмин), в которой был заняты Г. М. Зелюк, О. В. Кленов, А. Ф. Поставкина, Е. В. Алтухова, В. М. Нестягина, Я. Х. Вутирас, А. М. Пустоветов, А. Локшин, В. Куприс, В. П. Ведерников;
3. балет «Сердце Марики» (дирижёр Э. И. Красовицкий, балетмейстер Г. И. Язвинский, художник Н. В. Ситников), в котором были заняты С. Л. Тарановская, М. Таубе, Н. И. Меновщикова, Б. Крупчаткин (1-е выступление в театре), В. И. Круглов, Л. С. Дубанин, Н. И. Могунов.

На рубеже 1950—1960-х годов профессионально крепкая труппа то и дело оставалась без руководства (частая смена балетмейстеров), без ясной художественной программы, без чёткой репертуарной политики. В 1964 году на сцене театра появляется «Барышня и хулиган» — известный к тому времени балет К. Ф. Боярский на музыку Д. Д. Шостаковича. С тех пор практика переноса зарекомендовавших себя спектаклей получила в театре большое распространение. Свои работы здесь показывали: А. В. Чичинадзе («Франческа да Римини», 1965), Е. Я. Чанга («Спартак», 1966), И. Д. Бельский («Ленинградская симфония», 1968; «Щелкунчик», 1980), Н. Н. Боярчиков («Слуга у двух господ», 1976), М. М. Плисецкая, Н. И. Рыженко и В. В. Смирнов-Голованов («Анна Kaренина», 1978), Аз. М. и А. М. Плисецкие («Кармен-сюита» по A. Алонсо, 1979); Н. Д. Касаткина и В. Ю. Василёв («Сотворение мира», 1979; «Пушкин», 1980, оба А. П. Петрова; «Повесть о Ромео и Джульетте» С. С. Прокофьева, 1981). Театр обращался и к творчеству уральских композиторов: Г. Белоглазова (1956), К. Кацман (1969).
Среди заметных постановок сезона 1960—1961 годов были:
1. балет «Лебединое озеро» (дирижёр Э. И. Красовицкий, балетмейстер Г. И. Язвинский, художник Н. В. Ситников), в котором были заняты Н. И. Меновщикова, С. Л. Тарановская;
2. опера «Руслан и Людмила» (дирижёр А. Н. Волков, режиссёр Б. М. Кушнир, художник В. А. Людмилин, балетмейстер В. И. Наумкин, главный хормейстер Л. М. Рюмин, хормейстер К. А. Кисляков), в которой участвовали И. Н. Наволошников, Л. Э. Краснопольская, Л. Т. Коновалова, Е. В. Алтухова, А. И. Локшин, Г. М. Зелюк, М. И. Заика, Н. А. Коренченко, Ф. Я. Дубровский, А. И. Экало, Э. С. Сафонова, Э. П. Светлова;
3. опера «Орлиное племя» (дирижёр заслуженный деятель искусств Татарской АССР К. К. Тихонов, режиссёр М. Л. Минский, балетмейстер заслуженный артист Армянской ССР Азат Гарибян, художник В. А. Людмилин, хормейстер Л. М. Рюмин), участие в которой приняли О. В. Кленов, И. Н. Наволошников, А. И. Локшин, Н. А. Коренченко, А. М. Пустоветов, Л. Т. Коновалова, Е. В. Алтухова.

23 ноября 1962 года Указом Президиума Верховного Совета СССР «за заслуги в развитии советского музыкального искусства и в связи с 50-летием со дня основания» театр был награждён орденом Трудового Красного Знамени. 30 ноября 1962 года Указом Президиума Верховного Совета РСФСР «за заслуги в области советского искусства» были присвоены почётные звания следующим творческим работникам театра: народного артиста РСФСР — солистам оперы Е. В. Алтуховой, В. М. Павловской (Нестягиной), И. П. Семёнову, заслуженного деятеля искусств РСФСР — главному режиссёру М. Л. Минскому, главному дирижёру К. К. Тихонову (Потемкину), заслуженного артиста РСФСР — солистам оперы М. И. Заике, О. В. Кленову, И. Н. Наволошникову, солистам балета В. И. Круглову, В. И. Наумкину.
2 декабря 1962 года в театре состоялось торжественное заседание в честь 50-летнего юбилея. Предваряя его, главный дирижёр театра К. К. Тихонов (Потемкин) отметил коллектив учреждения, с которым театр встретил год юбилея — народные артисты РСФСР Я. Х. Вутирас, Е. В. Алтухова, В. М. Павловская (Нестягина), И. П. Семёнов, заслуженные артисты РСФСР Л. Т. Коновалова, К. Г. Черменская, С. Л. Тарановская, Н. И. Меновщикова, Г. М. Зелюк, А. П. Бондарев, О. В. Кленов, В. И. Круглов, М. И. Заика, И. Н. Наволошников, артисты Л. Э. Краснопольская, А. Ф. Поставкина, Э. П. Светлова, Э. С. Сафонова, Н. И. Челышева, В. И. Анисимов, Ф. Я. Дубровский, В. Куприс, А. И. Локшин, главный режиссёр М. Л. Минский и режиссёр Н. К. Даутов, дирижёры И. Ю. Айзикович, Э. И. Красовицкий, заслуженный артист Казахской ССР Е. В. Манаев, главный художник заслуженный деятель искусств РСФСР В. А. Людмилин, художник заслуженный деятель искусств РСФСР А. А. Кузьмин, художник А. Курочкин (прибыл осенью 1962 года из Ленинграда). Отмечалось, что за 50-летнюю историю в театре было поставлено 115 опер, 41 балет и 14 оперетт.
Конец 1960-х-1970-е года — период расцвета исполнительского искусства. Помимо Меновщиковой, ставшей первой в театре народной артисткой СССР, свою индивидуальность раскрыли Е. Р. Гускина, В. В. Кузнецова, М. П. Окатова, Елена А. Степаненко, Н. А. Ильченко, К. П. Бруднов, Анатолий А. Григорьев, Н. В. Остапенко, А. Ф. Фёдоров, Л. А. Воробьёва. В 1973—1979 годах главный балетмейстер театра — М. Н. Лазарева.
В марте 1981 года театр закрылся на реконструкцию, производственные цеха переехали в Дом крестьянина, спектакли давали на сцене ДК Железнодорожников. Автором проекта реконструкции был архитектор А. Е. Заславский. Обновленный театр открылся 28 декабря 1982 года торжественным концертом для бригады мастеров, участвовавших в реконструкции. Спустя месяц театр открылся и для зрителей — оперой «Петр Первый». В результате реконструкции в партере театра появились новые венгерские кресла, в зале доминировала бежевая отделка, лепнину покрывала уже не бронзовая краска, а слой сусального золота.
В 1983—1993 годах балетную труппу возглавлял выпускник Ленинградской консерватории Ал. А. Дементьев, который отдавал предпочтение жанрам действенного балета, с логично выстроенной сюжетной драматургией, имеющей первоисточником, как правило, литературную классику. Им поставлены: «Макбет» (1983, собственная версия балета К. В. Молчанова), «Комиссар» (1985, первое прочтение партитуры Г. И. Банщикова), «Двенадцать стульев» Г. И. Гладкова (1987), «Петрушка» И. Ф. Стравинского (1989).
К концу 1980-х годов театр обладал обширным классическим репертуаром. Наряду с «Жизелью» (1963, постановка Е. Ф. Дорофеев, версия Л. М. Лавровского), «Пахитой» и «Шопенианой» (1979, перенос Н. В. Беликовой), «Лебединым озером» (1976, редактура М. Н. Лазаревой) ставятся «Тщетная предосторожность» (1982, балетмейстер А. А. Дементьев), «Баядерка» (1984, с восстановленным последним актом, балетмейстер П. А. Гусев), «Сильфида» (1985, перенос О. М. Виноградова по А. Бурнонвилю), «Дон Кихот» (1987, балетмейстер Т. И. Варламова и Ю. Я. Дружинин), «Спящая красавица» (1989, редактура К. М. Сергеева, балетмейстер Т. А. Соболева), «Вечер хореографии Дж. Баланчина» (1990, перенос Л. В. Асауляка). В репертуаре появляются две обширные концертные программы под общим названием «Бенефис балета», включающие помимо современных номеров и образцов народно-сценической хореографии новую для свердловской сцены классику: «Фестиваль цветов в Дженцано» Э. Хельстеда Паулли (балетмейстер А. Бурнонвиль), «Па де катр» на муз. Ц. Пуни (балетмейстер А. Долин), па де де из балета «Талисман» Р. Е. Дриго (балетмейстер М. И. Петипа).
оперные постановки
- «Орлиный бунт» А. Пащенко (1926)
- «Декабристы» В. Золотарёва (1930)
- «Орлёна» В. Трамбицкого (1934, 3-я ред. 1973)
- «Тихий Дон» И. Дзержинского (1936)
- «Емельян Пугачёв» М. Коваля (1943)
- «Отелло» Дж. Верди (1945, реж. Е. Брилль)
- «В бурю» Т. Хренникова (1952)
- «Охоня» Г. Белоглазова (1956)
- «Симон Бокканегра» Дж. Верди (1957)
- «Тропою грома» М. Магиденко (1959)
- «Руслан и Людмила» М. Глинки (1960, реж. Б. Кушнир)
- «Укрощение строптивой» В. Шебалина (1964)
- «Хованщина» М. Мусоргского (1964)
- «Богема» Дж. Пуччини (1965)
- «Дон Жуан» В.-А. Моцарта (1967)
- «Мальчиш-Кибальчиш» К. Кацман (1969)
- «Даиси» З. Палиашвили (1972)
- «Арабелла» Р. Штрауса (1974, впервые в СССР)
- «Пророк» В. Кобекина (1986, реж. А. Титель, дир. Е. Бражник)

балеты
- «Коппелия» Л. Делиба (1922)
- «Дон Кихот» Л. Минкуса (1924)
- «Конёк-Горбунок» Ц. Пуни (1924)
- «Лебединое озеро» П. Чайковского (1925)
- «Шопениана» на музыку Ф. Шопена (1925)
- «Корсар» на музыку А. Адана, Л. Делиба, Р. Дриго, Ц. Пуни, П. Ольденбургского (1926)
- «Тщетная предосторожность» на музыку П. Гаво, Л. Герольда, П. Гертеля
- «Жизель» А. Адана (1927)
- «Красный мак» Р. Глиэра (1928)
- «Карнавал» на музыку Р. Шумана (1933)
- «Утраченные иллюзии» Б. Асафьева (1936, балетм. Леонид Якобсон)
- «Спящая красавица» П. Чайковского (1937)
- «Бахчисарайский фонтан» Б. Асафьева (1938)
- «Кавказский пленник» Б. Асафьева (1939)
- «Раймонда» А. Глазунова (1940)
- «Гаянэ» А. Хачатуряна (1943)
- «Каменный цветок» (1944, 1-я постановка, балетм. К. Муллер)
- «Арлекинада» Р. Дриго (1945)
- «Доктор Айболит» И. Морозова (1948)
- «Берег счастья» А. Спадавеккиа (1952)
- «Левша» Б. Александрова (1954)
- «Бесприданница» А. Фридлендера (1958, балетм. Г. Язвинский)
- «Голубой Дунай» на музыку И. Штрауса (1958)
- «Баядерка» Л. Минкуса (1960)
- «Пер Гюнт» на музыку Э. Грига (1962)
- «Барышня и хулиган» на музыку Д. Шостаковича (1964)
- «Конёк-Горбунок» Р. Щедрина (1964)
- «Спартак» А. Хачатуряна (1966)
- «Легенда о любви» А. Меликова (1971)
- «Собор Парижской богоматери» на музыку Ц. Пуни (в редакции Р. Глиэра, с музыкой С. Василенко, 1973)
- «Антоний и Клеопатра» Э. Лазарева (1976)
- «Слуга двух господ» М. Чулаки (1976)
- «Сотворение мира» А. Петрова (1978)
- «Пахита» Л. Минкуса (1979)

### Современность

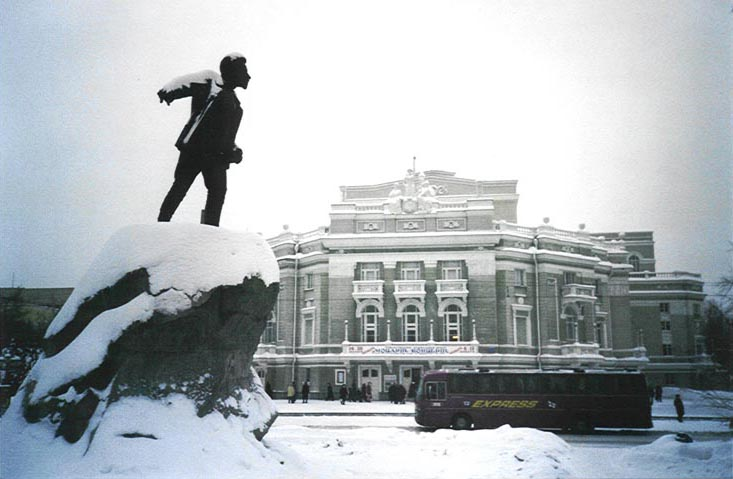
Вид со стороны площади (1990-е)

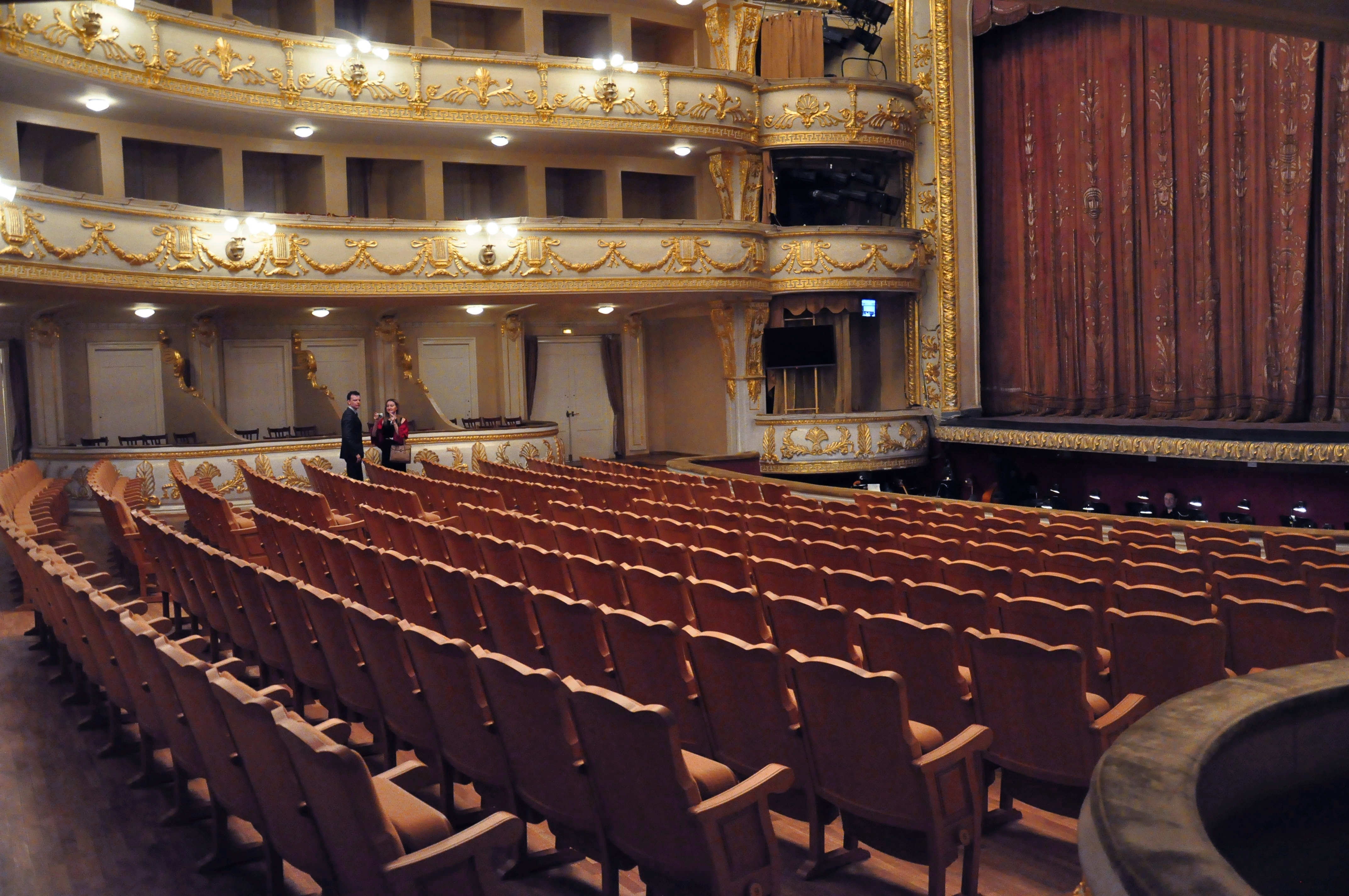
В партере (2014)

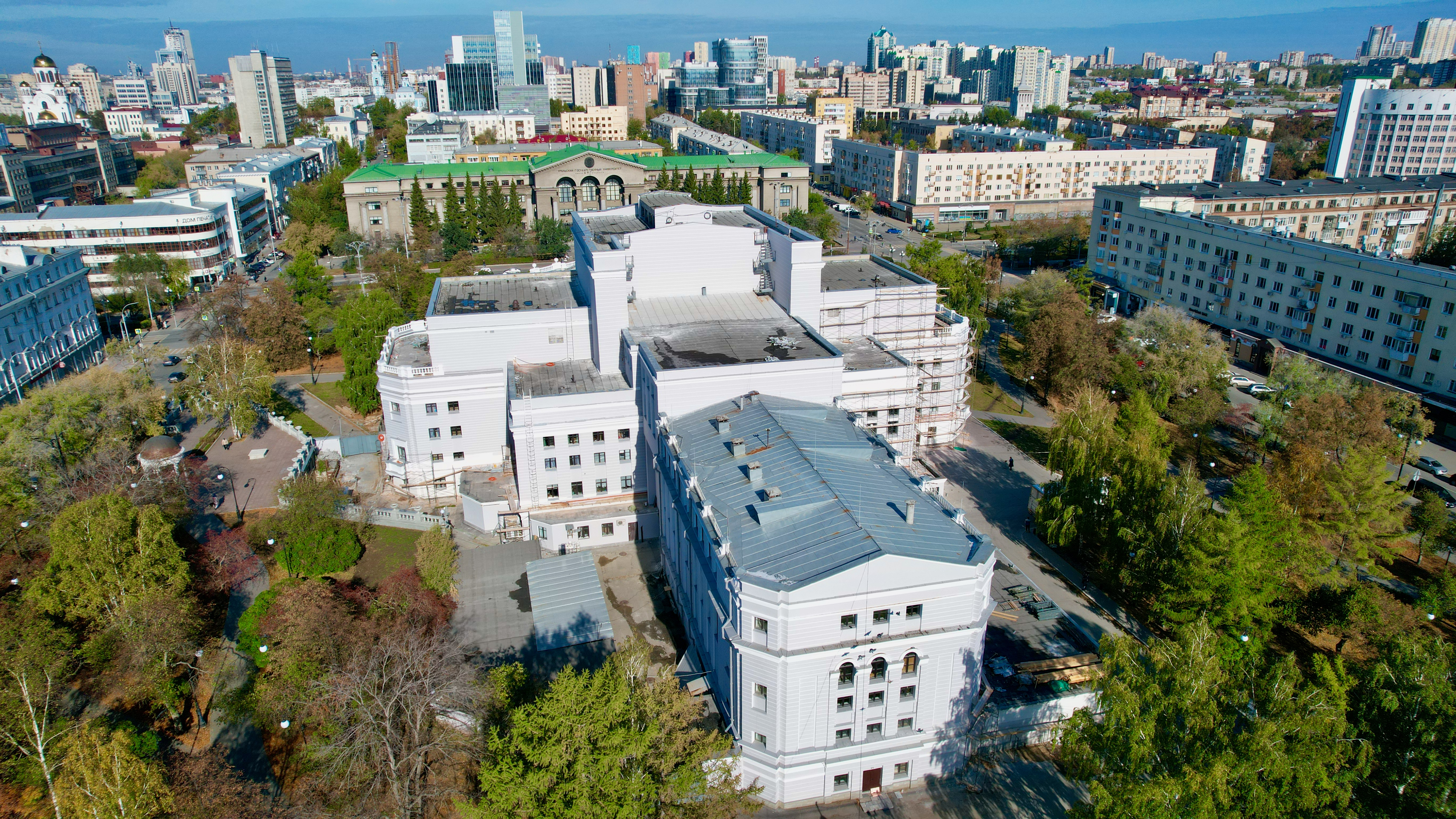
Вид с южной стороны (2022)

В 1990-е годы, после распада СССР, театр переживал кризис, испытывая недостаток финансирования. Усилиями его тогдашнего директора В. С. Вяткина был создан попечительский совет, привлечена спонсорская помощь крупнейших екатеринбургских объединений и банков.
Заметно возросли творческие контакты с зарубежными деятелями театра («Тоска» 1992, «Трубадур» 1995, оба — реж. М.-Ф. Сичилиани). Для организации гастрольной деятельности в 2000-е годы в театре был создан международный отдел. Гастрольные маршруты труппы — более ста городов в России и бывшем СССР, участие в театральных фестивалях в стране и за рубежом. У театра сложились культурные связи и творческие контакты с Италией, Германией, США, Англией, Кореей. На его сцене выступают именитые гастролёры, проходят музыкальные фестивали.
Художественный руководитель Урал Оперы — Светлана Зализняк, солистка оперы в 1966—2001 годах.
 Художественный руководитель Урал Балета — Вячеслав Самодуров, артист балета в 1992—2011 годах, хореограф.
 Директор театра — Андрей Шишкин (с 2006).
Среди недавних постановок:
 «Amore Buffo» на музыку Г. Доницетти (2012), «Борис Годунов» М. Мусоргского (2013), «Вариации Сальери» на музыку А. Сальери (2013), «Волшебная флейта» В.-А. Моцарта (2001), «Граф Ори» Дж. Россини (2012), «Греческие пассионы» Б. Мартину (2018), «Любовь издалека» на музыку К. Саариахо (2021), «Пассажирка» М. Вайнберга (2016), «Ромео и Джульетта» С. Прокофьева (2016), «Руслан и Людмила» М. Глинки (2010), «Сатьяграха» Ф. Гласса (2014), «Севильский цирюльник» Дж. Россини (2003), «Снегурочка» Н. Римского-Корсакова (2006), «Травиата» Дж. Верди (2007), «Три сестры» П. Этвёша (2019), «Цветоделика» на музыку П. Чайковского, А. Пярта и Ф. Пуленка, «Увертюра» на музыку А. Сальери (2018).

## Руководители
- 1912—1913 — П. Ф. Давыдов
- 1913—1914 — Н. Ф. Магницкий[114]
- 1918 (янв.-июль) — М. Кусков (народный комиссар театра)[9]
- 1919—1923 — А. А. Давыдов (Карапетов)[114]
- 1923—1924 — И. А. Келлер
- 1923 — В. Я. Павловский (председатель правления)[38]
- 1924—1930, 1942—1945 — Борис Арканов[115]
- 1930—1937 — Савелий Ходес
- 1937—1942 — Юрий Бернер
- 1945 — ? — П. К. Маргалик
- 1950—1970-е — Макс Ганелин
- 1970-е — Евгений Радукин
- 1981—01.2005 — Владислав Вяткин[116]
- 01.2005 − 03.07.2006 — Юрий Орлов[117]
- 03.07.2006 — н.в. — Андрей Геннадьевич Шишкин[118]

## Главные дирижёры
- 1912—1913 — Сильвио Барбини
- 1919—1922 — Иван Палиев (Палиашвили)
- 1922—1924, 1937—1947 — Арнольд Маргулян
- 1924—1925, 1931—1933 — Арий Пазовский
- 1925—1926 — Валериан Бердяев
- 1933—1941, 1955—1960 — Анатолий Людмилин
- 1948—1953 — Савелий Бергольц
- 1953—1955 — Александр Шморгонер
- 1960—1968, 1972—1977 — Кирилл Тихонов
- 1977—1981 — Евгений Колобов
- 1982—2006 — Евгений Бражник
- 2007—2009 — Сергей Стадлер
- 2009—2010 — Фабио Мастранжело
- 2010—2015 — Павел Клиничев
- 2015—2019 — Оливер фон Донаньи
- с 2019 по н. в. — Константин Чудовский

## Коллектив

### Оперная труппа
В разное время в театре работали:
- Д. Аграновский засл. арт. РСФСР (1921—1944, с перерывом)
- А. Азрикан засл. арт. Украинской ССР (1943—1951)
- Е. Алтухова нар. арт. РСФСР (1956—1964)
- И. Архипова нар. арт. СССР (1954—1956)[119]
- Д. Бадридзе нар. арт. Грузинской ССР (1934—1936)
- Л. Баратов нар. арт. РСФСР (1936—1938, гл. режиссёр)
- А. Большаков нар. арт. РСФСР (146—1953)
- М. Владимирова нар. арт. РСФСР (1967—1989)
- И. Вутирас нар. арт. РСФСР (1941—1972)
- Н. Гайда нар. арт. Белорусской ССР (1965—1969)
- М. Глазунова засл. арт. РСФСР (1930—1959)
- Н. Голышев нар. арт. РСФСР (с 1956)
- Ю. Горбунов нар. арт. РСФСР (1986)
- Ю. Гуляев нар. арт. СССР (1954—1955)
- Н. Даутов нар. арт. РСФСР (1943—1956, 1960—1964)
- Г. Деомидова засл. арт. РСФСР (1954—1956)
- М. Донец-Тессейр нар. арт. Украинской ССР (1924—1925)
- С. Друкер нар. арт Белорусской ССР (1942—1944)
- В. Ефимов нар. арт. РСФСР (1972—1979)
- А. Жилкин нар. арт. РСФСР (1971—1996)
- С. Зализняк нар. арт. РСФСР (1966—2001)
- А. Иванов нар. арт. СССР (1931—1934)
- Л. Исецкий нар. арт. Грузинской ССР (1930—1931)
- А. Карапетян нар. арт. Армянской ССР (1925—1926)
- М. Киселев нар. арт. РСФСР (1942—1944)
- О. Клёнов нар. арт. РСФСР (1957—1963)
- И. Козловский нар. арт. СССР (1924—1926)
- Н. Копылов нар. арт. России (1976—1982)
- А. Коробейченко заср. арт. Украинской ССР (1927—1928, 1931—1932)
- С. Лемешев нар. арт. СССР (1926—1927)[119]
- В. Лосский засл. арт. РСФСР (1928—1930, 1931—1934)
- А. Матвеев (1917—1919)
- М. Минский нар. арт. РСФСР (1952—1983, реж., гл. реж.)
- В. Нестягина нар. арт. РСФСР (с 1952)
- А. Новиков засл. арт. РСФСР (1932—1954)
- В. Огновенко нар. арт. России (1970—1984)
- О. Петрусенко нар. арт. Украинской ССР (1929—1931)
- О. Плетенко нар. арт. РСФСР (с 1968)
- В. Попов нар. арт. РСФСР (1940—1941)
- Н. Попович нар. арт. России (1967—1981, хормейстер)
- И. Семёнов нар. арт. РСФСР (1954—1974)
- Г. Серебровский засл. арт. РСФСР (1927—1935, с перерывом)
- Н. Середа нар. арт. РСФСР (1933—1935)
- П. Словцов (1930)
- А. Титель нар. арт. России (1983—1991, гл. режиссёр)
- В. Турчанис нар. арт. РСФСР (1963—1965)
- В. Тюменцев нар. арт. России (1982—1990)
- А. Улуханов (1925—1926, гл. режиссёр)
- А. Ульянов (1922—1924, 1929—1931)
- Б. Штоколов нар. арт. СССР (1954—1959)
- Н. Щегольков засл. арт. РСФСР (1938—1944)

### Балетная труппа
- В. Абашева засл. арт. РСФСР (1974—2003)
- О. Арзамасцев (1980—2001)
- Л. Воробьёва нар. арт. РСФСР (1970—1990)
- В. Гордеев нар. арт. СССР (2003—2006, худ. рук. балетной труппы)
- Е. Гускина нар. арт. РСФСР (1963—1991)
- Т. Колотильщикова засл. арт. РСФСР (1969—1971)
- В. Круглов нар. арт. Украинской ССР (1956—1976)
- Н. Меновщикова нар. арт. СССР (1956—1975)
- М. Моисеев засл. арт. РСФСР (1956—1975)
- А. Насадович засл. арт. России (с 1992)
- В. Наумкин засл. арт. РСФСР (1936—1959)
- Т. Предеина нар. арт. России (1986—1987)
- В. Преображенский засл. арт. РСФСР, засл. арт. Украинской ССР (1935—1939)
- М. Рудина засл. арт. России (с 1994)
- О. Сталинский засл. арт. Украинской ССР (до 1941)
- К. Черменская засл. арт. РСФСР (1944—1965)

## Награды фестиваля «Золотая маска»
2024:

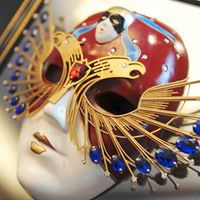
Памятный знак премии

- Лучший спектакль. Балет: «Sextus Propertius»
- Лучшая работа постановщика спектакля (балетмейстер/хореограф). Балет: Вячеслав Самодуров, «Sextus Propertius»
- Лучшая мужская роль. Балет: Александр Меркушев, «Павильон Армиды»
- Лучшая работа художника по костюмам. Музыкальный театр: Елена Трубецкова, «Сильфида»

2023:
- Специальная премия жюри музыкального театра: Спектакль «L.A.D.» — «За талантливое воплощение музыки Л. А. Десятникова в хореографии»

2022:
- Балет-современный танец/работа дирижера: Павел Клиничев, «Конек-горбунок»

2020:
- Лучший спектакль. Опера: «Три сестры»
- Лучшая работа режиссёра. Опера: Кристофер Олден, «Три сестры»
- Лучшая работа постановщика спектакля (балетмейстер/хореограф). Балет: Вячеслав Самодуров, «Приказ Короля»
- Лучшая работа художника-постановщика. Музыкальный театр: Алексей Кондратьев, «Приказ Короля»

2019:
- Специальная премия жюри музыкального театра: творческому коллективу создателей балета «Пахита» (Альона Пикалова, Елена Зайцева, Федор Леднев, Юрий Красавин, Вячеслав Самодуров, Павел Гершензон, Сергей Вихарев)

2018:
- Лучшая женская роль. Опера: Надежда Бабинцева, «Пассажирка»
- Опера/Работа дирижера: Оливер фон Дохнаньи, «Пассажирка»

2017:
- Лучший спектакль. Балет: «Ромео и Джульетта»
- Лучшая мужская роль. Балет: Игорь Булыцын, «Ромео и Джульетта»

2016:
- Специальная премия жюри музыкального театра: хор в спектакле «Сатьяграха»
- Приз критики: «Сатьяграха»

2015:
- Лучшая работа постановщика спектакля (балетмейстер/хореограф). Балет: Вячеслав Самодуров, «Цветоделика»
- Опера/Работа дирижера: Павел Клиничев, «Цветоделика»

2014:
- Лучший спектакль. Балет: «Вариации Сальери»
- Лучшая работа постановщика спектакля (балетмейстер/хореограф). Балет: Вячеслав Самодуров, «Вариации Сальери»
- Балет/Работа дирижера: Павел Клиничев, «Cantus Arcticus»
- Лучшая женская роль. Балет: Елена Воробьева, «Вариации Сальери»

2013:
- Лучшая работа художника по костюмам. Музыкальный театр: Ирэна Белоусова, «Граф Ори»
- Специальная премия жюри музыкального театра: Театр оперы и балета, Екатеринбург

2012:
- Специальная премия жюри музыкального театра: Ильгам Валиев, «Любовь к трем апельсинам» (Принц)

## Музей театра
В 1932 году была создана первая экспозиция в рамках музея театра, приуроченная к 20-летию со дня основания. В 1982—1985 годах под руководством архитектора и художника Георгия Шишкина велись работы по созданию музея театра. Им были выполнены две настенные росписи и галерея портретов солистов театра (он же является автором фонарей, стоящих перед зданием театра и в Историческом сквере). В 1986 году состоялось торжественное открытие обновлённой музейной экспозиции, которая существует по сей день. В музее представлены костюмы, головные уборы, реквизит из различных спектаклей, архивные фотографии сцен спектаклей и актёров, афиши, программки. Украшением коллекции служат представленные в залах макеты декораций (например, макет декораций спектакля «Золушка») и костюмы из разных постановок. Есть в музее отдельный стенд с наградами, грамотами и подарками театру.

## Галерея

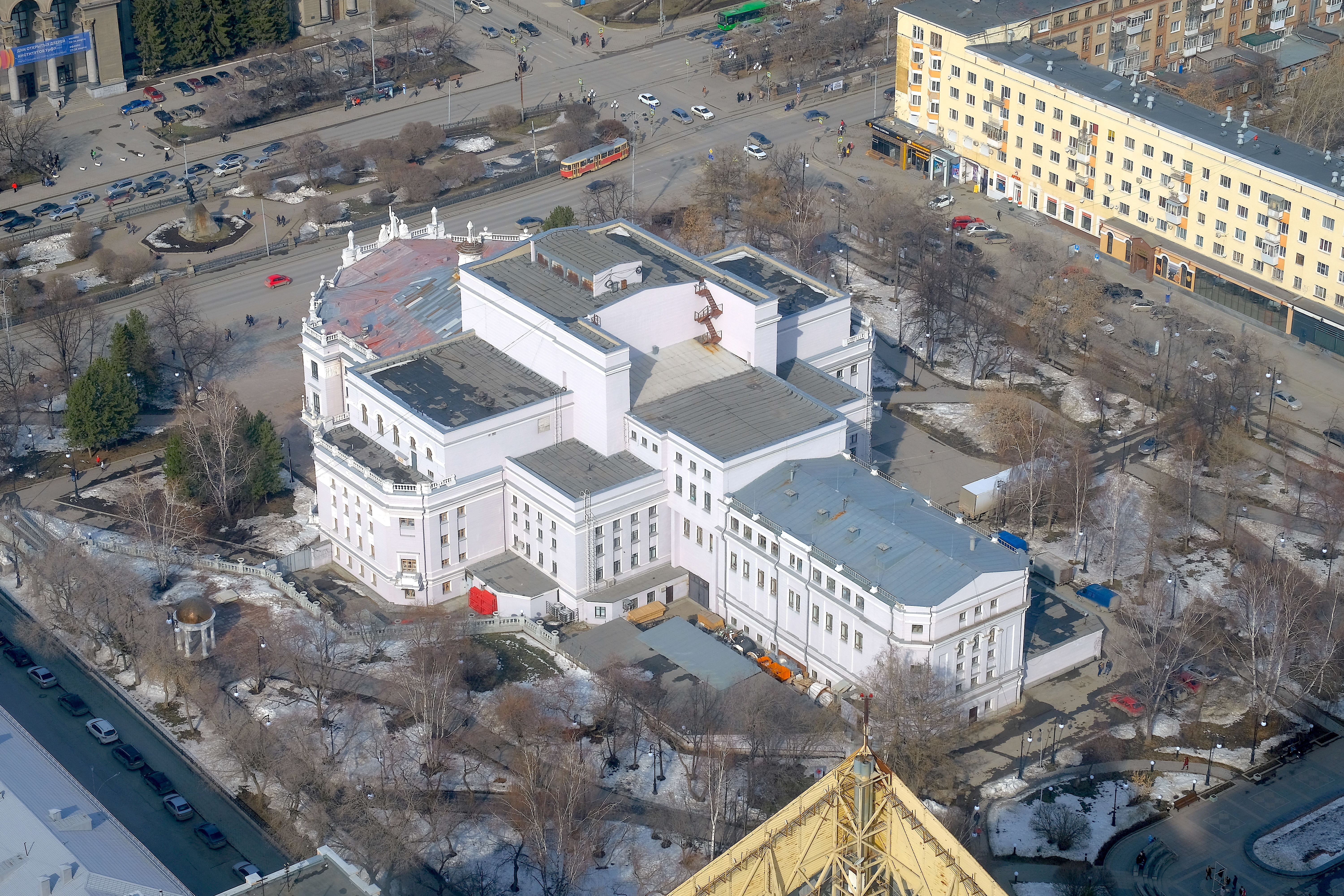
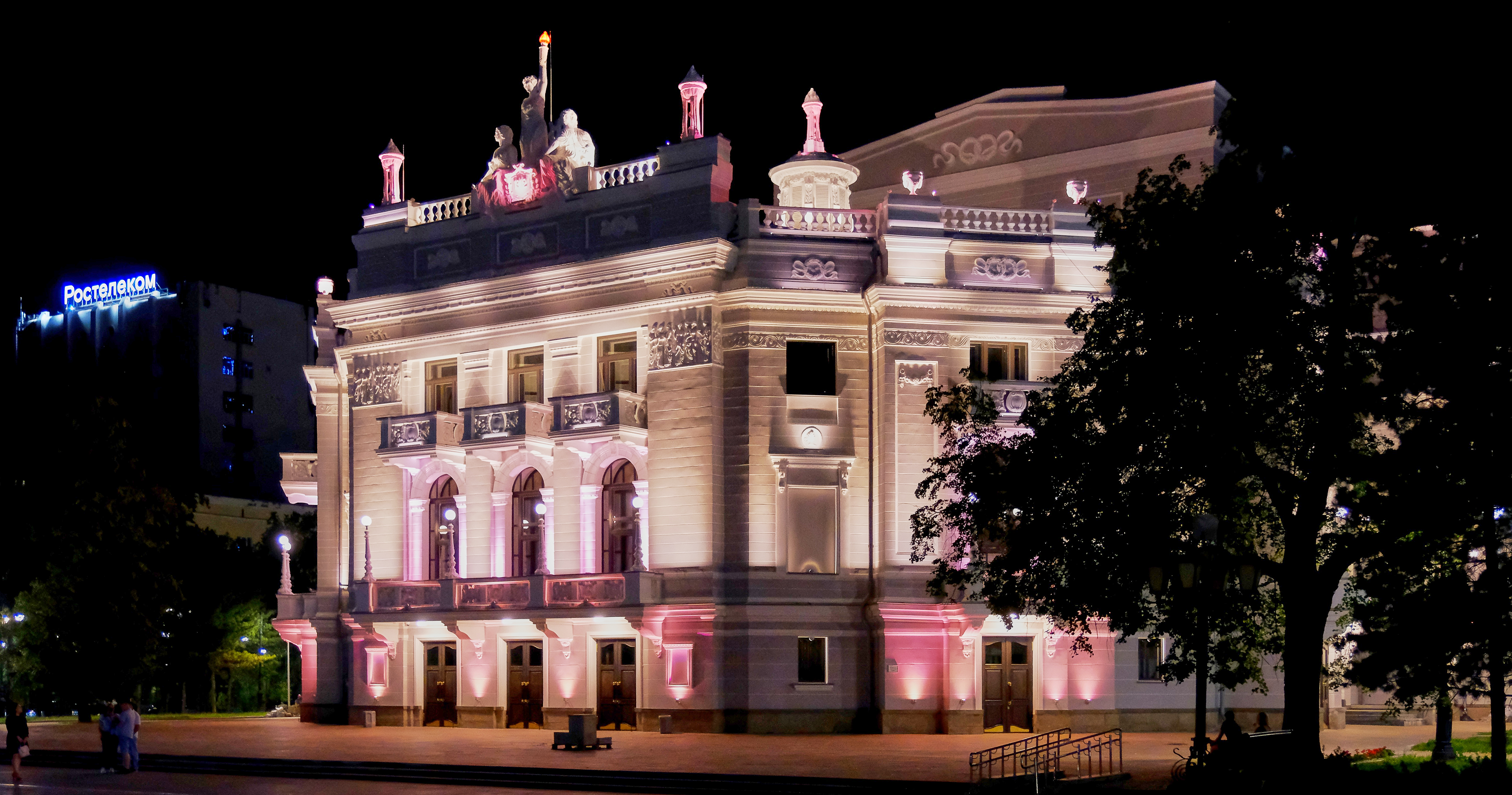
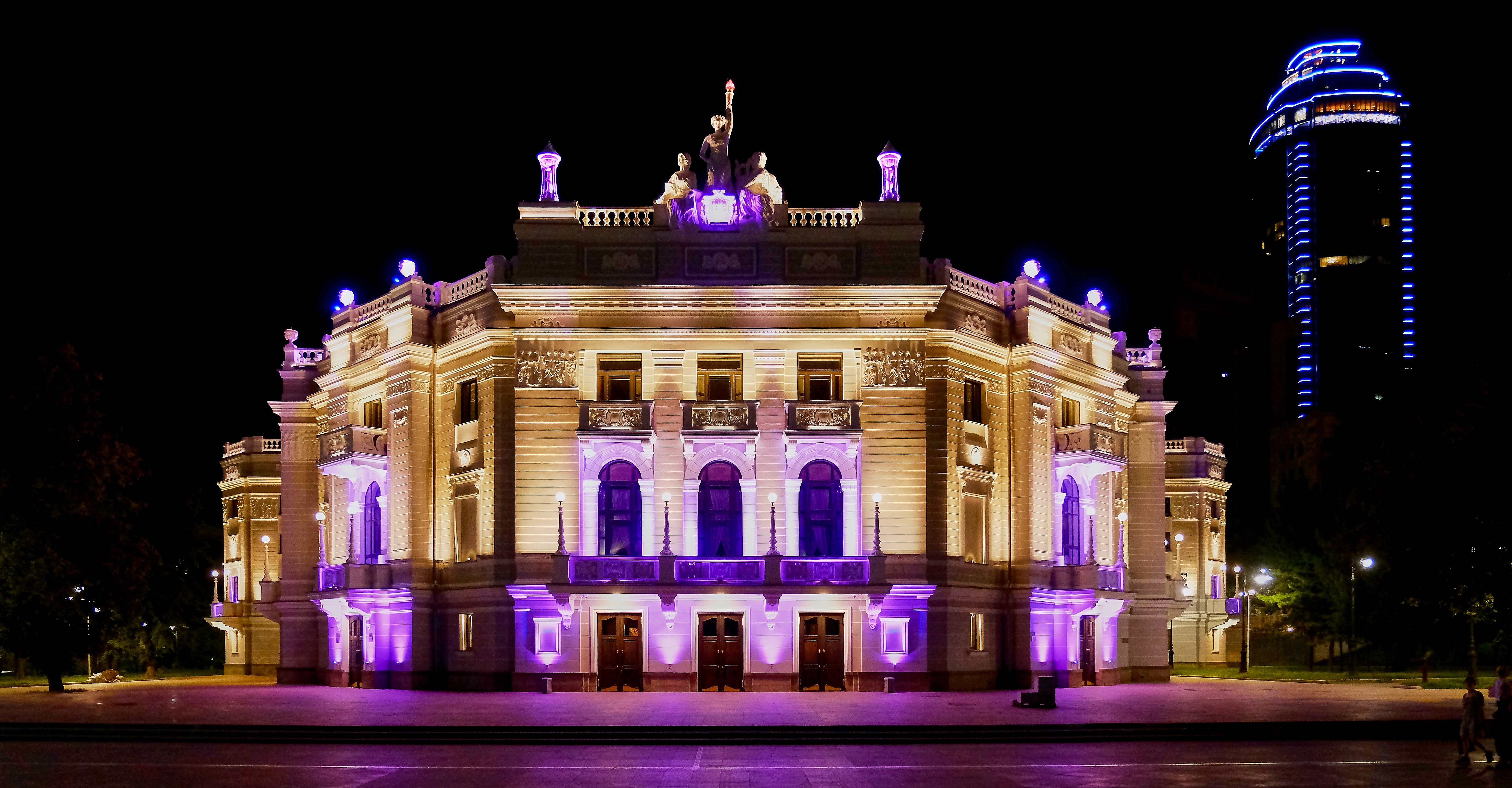
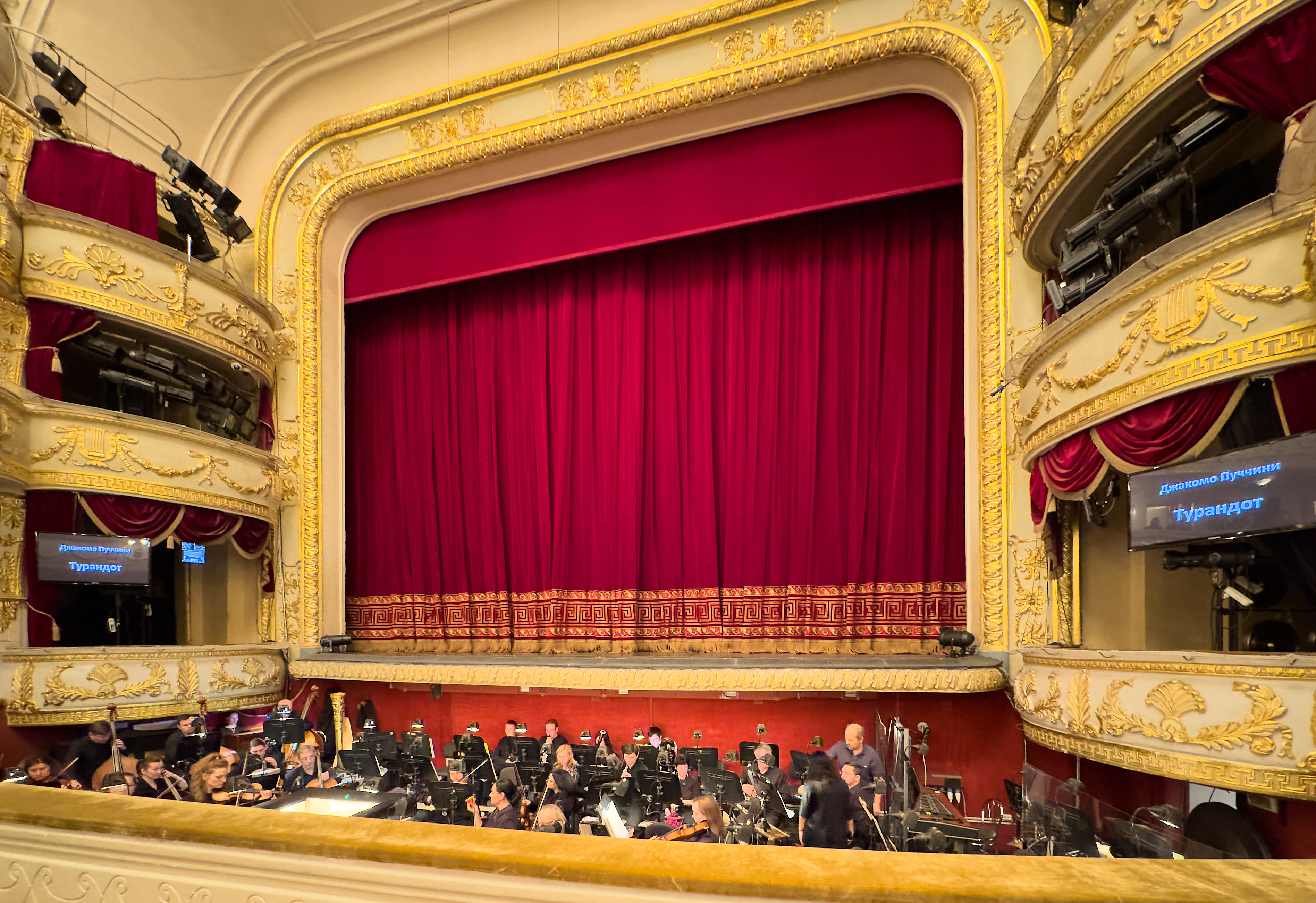
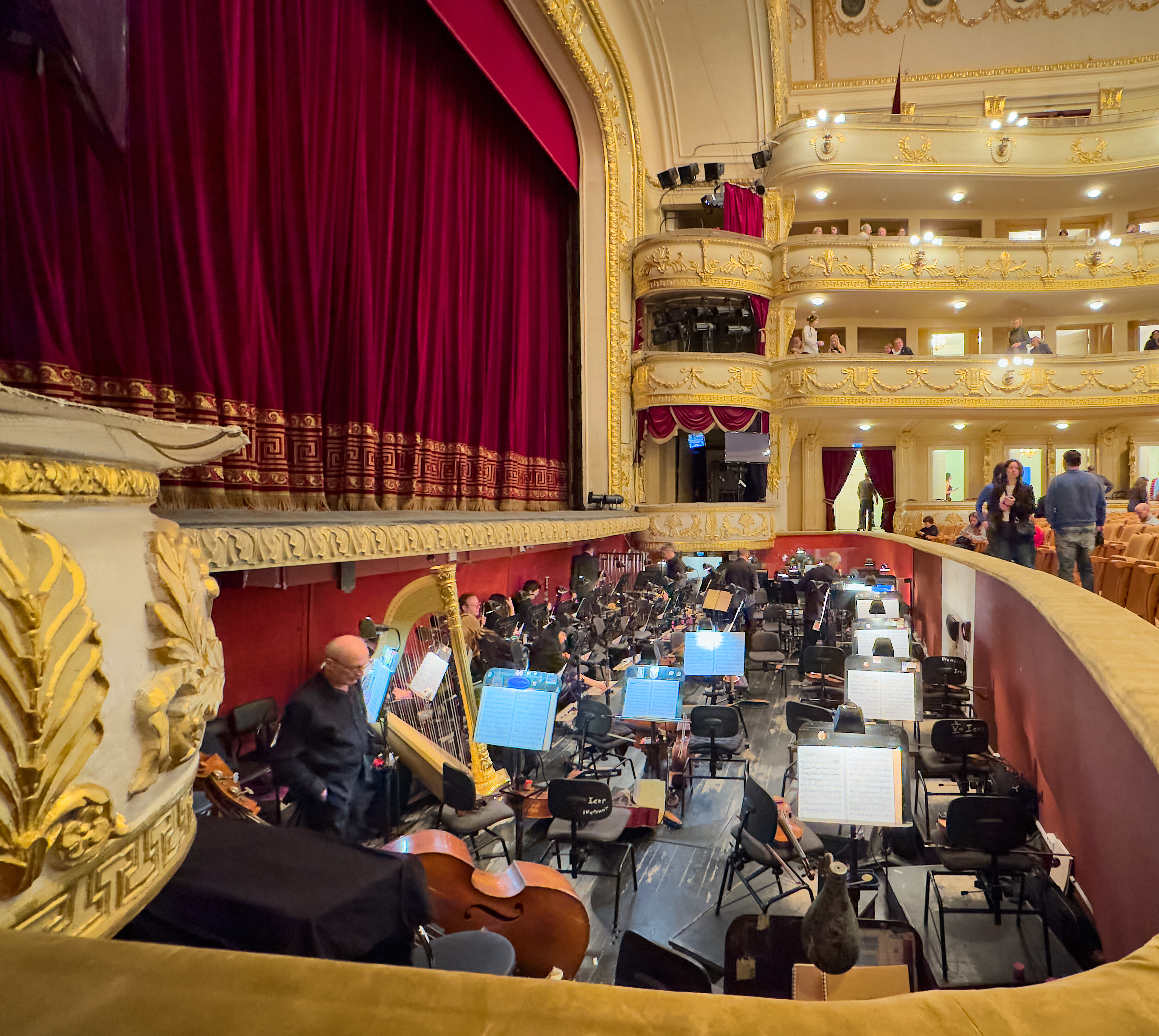
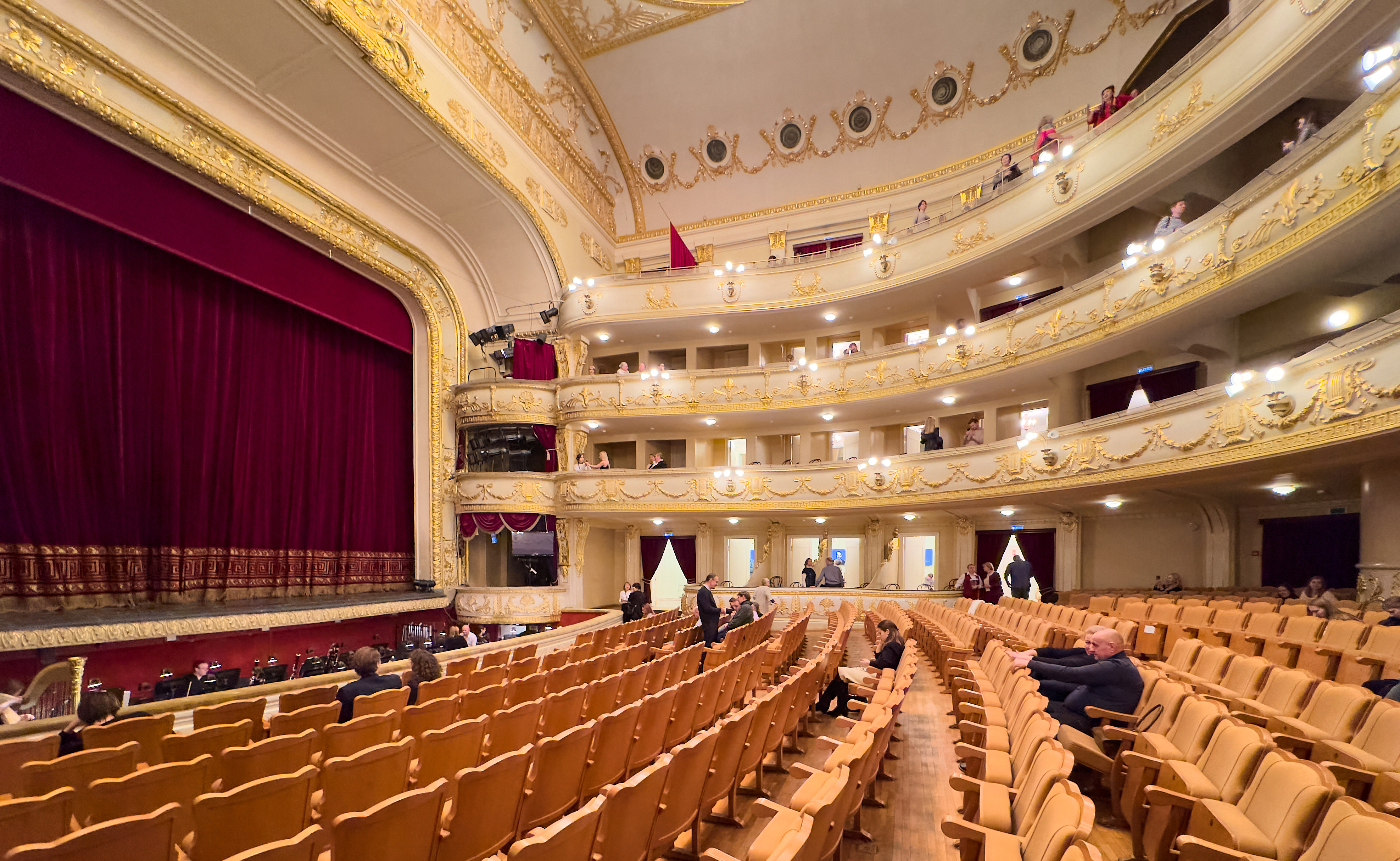
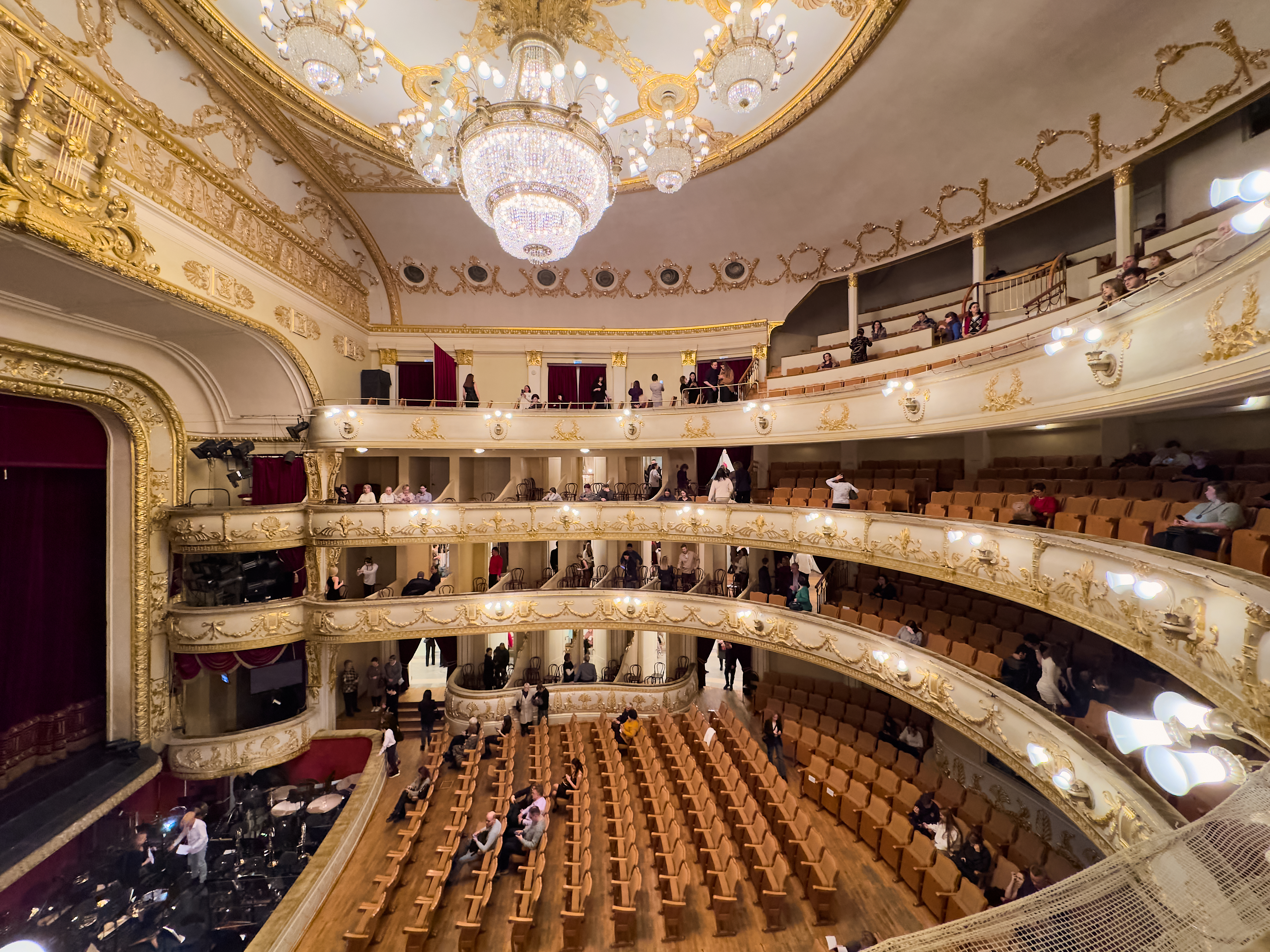

## Комментарии
1. ↑  В уставе Екатеринбургского музыкального кружка, утверждённом в Петербурге, была сформулирована его цель: «Екатеринбургский музыкальный кружок учреждается с целью соединения любителей музыки для устройства вечеров и спектаклей как для усиления средств самого кружка, так и с разными благотворительными целями»[3].
2. ↑  По другим данным, конкурс был объявлен в 1903 году[4].